# Уэст, Канье
Йе (англ. Ye; при рождении Ка́нье Ома́ри Уэ́ст; англ. Kanye Omari West; род. 8 июня 1977[…], Атланта, Джорджия), более известный под бывшим юридическим именем Канье Уэст, — американский рэпер, музыкальный продюсер, автор песен, звукорежиссёр, бывший долларовый миллиардер и дизайнер. Вырос в Чикаго, где с юных лет был связан с музыкой. В конце 1990-х — начале 2000-х годов он получил известность как продюсер, приняв участие в создании хитов для таких исполнителей, как Jay-Z, Ludacris, Талиб Квели и Алиша Киз. Бросив обучение в университете, чтобы сосредоточиться на музыке, он решил стать рэпером, выпустив дебютный альбом, The College Dropout, в 2004 году. За ним последовали альбомы Late Registration (2005), Graduation (2007), 808s & Heartbreak (2008), My Beautiful Dark Twisted Fantasy (2010), совместный с Jay-Z альбом Watch the Throne (2011), Yeezus (2013), The Life of Pablo (2016), Ye (2018), совместный с Kid Cudi альбом Kids See Ghosts (2018), Jesus is King (2019), Donda (2021) и его сиквел, выпущенный в 2022 году, совместные с Ty Dolla $ign альбомы Vultures 1 (2024), и Vultures 2 (2024).
Канье Уэст известен своими прямыми высказываниями на различных церемониях и в социальных медиа, что не раз приводило к скандалам. В качестве дизайнера он работал с такими компаниями, как Nike и Louis Vuitton, а в 2013 году запустил совместно с Adidas линию одежды Yeezy. Он также основал лейбл GOOD Music и креативное агентство DONDA. В 2014 году женился на звезде реалити-шоу и модели Ким Кардашьян.
Канье Уэст получил признание критиков и был неоднократно назван одним из величайших артистов XXI века. Он вошёл в число самых продаваемых артистов, суммарный объём продаж его альбомов и синглов в цифровом формате и на физических носителях превысил 121 миллион экземпляров. Уэст выиграл 24 премии «Грэмми», благодаря чему он является одним из рекордсменов по числу выигранных номинаций и рекордсменом среди хип-хоп-музыкантов, а также артистов своего возраста. Его альбомы были включены в различные списки лучших альбомов, в том числе в список 500 величайших альбомов всех времён по версии журнала Rolling Stone. Он несколько раз был представлен в различных списках журнала Forbes и дважды — в ежегодном списке 100 самых влиятельных людей мира по версии журнала Time. В 2019 году вошёл в список самых высокооплачиваемых музыкантов по версии журнала Forbes. Заработанная сумма составила $150 млн, это второе место в рейтинге. В 2020 году Forbes поставил Канье Уэста с доходом $170 млн на второе место в рейтинге самых высокооплачиваемых знаменитостей. По сообщению Bloomberg, состояние Канье Уэста на 2021 год оценивалось в $6,6 млрд и большая часть капитала приходилась на бренд Yeezy.

## Биография

### Детство и юность
Канье Омари Уэст родился 8 июня 1977 года в городе Атланта, штат Джорджия. Его родители развелись, когда ему было три года, после чего Канье со своей матерью переехали в Чикаго, штат Иллинойс. Его отец, Рэй Уэст (англ. Ray West), состоял в партии «Чёрных пантер» и был одним из первых фотожурналистов-афроамериканцев в ежедневной газете The Atlanta Journal-Constitution. Мать Канье, До́нда Уэст (англ. Donda C. West), была профессором английского языка в университете Кларк-Атланта и деканом факультета английского языка в Государственном Университете Чикаго, до того, как завершила свою карьеру, чтобы стать менеджером сына. Канье Уэст жил в семье среднего класса и учился в средней школе Поларис (англ. Polaris High School) в Оук-Лон, пригороде Чикаго. На вопрос журналистов о своих оценках в школе, Уэст ответил, что он учился «на четвёрки-пятёрки».
В возрасте десяти лет Уэст с матерью переехал в город Нанкин в Китае, где они жили, пока она работала в Нанкинском университете по программе обмена. По её словам, Уэст был единственным иностранным учеником в своём классе, но он быстро влился в коллектив, выучив китайский язык, который он, однако, забыл вскоре после того, как они вернулись в США.
С ранних лет Уэст проявлял интерес к творчеству. В возрасте пяти лет, возвращаясь с отдыха, он написал стихотворение. По словам его матери, когда он был в третьем классе, она начала замечать его интерес к рисованию и музыке. Сам Уэст утверждает, что он хотел разрабатывать компьютерные игры. Его мать подарила ему компьютер Amiga, в котором была программа для создания музыки. По его словам, он научился работать с ней чтобы создавать музыку для игр. Живя в Чикаго, Уэст активно участвовал в городском хип-хоп-сообществе. В третьем классе он начал читать рэп, а в седьмом классе — создавать инструменталы, которые позже он начнёт продавать другим музыкантам. В возрасте тринадцати лет Уэст написал композицию «Green Eggs and Ham» и начал уговаривать свою мать заплатить 25 долларов в час за запись на студии. Студия была далека от совершенства: микрофон в ней свисал с потолка на вешалке. Несмотря на это, Уэст был рад и очень хотел записаться на этой студии. Видя это, его мать не могла отказать ему. Вскоре Уэст познакомился с продюсером No I.D., с которым он быстро подружился. No I.D. стал наставником Уэста и научил его работать с сэмплером, который Уэсту подарили в пятнадцать лет.
Окончив школу, в 1997 году он получил стипендию на обучение в Американской академии искусств, где он обучался рисованию. Однако вскоре он перешёл в Государственный Университет Чикаго, где начал изучать английский язык. В возрасте 20 лет, поняв, что загруженный график обучения мешает ему заниматься музыкой, он бросил обучение. Это очень огорчило его мать, работавшую в данном университете. Она позже скажет: «Мне всю жизнь вбивали в голову, что колледж это билет в хорошую жизнь… Но некоторые карьеры не требуют обучения в колледже. Канье, чтобы создать альбом College Dropout, было необходимо иметь силу воли, а не идти по пути, предложенному обществом».

### 1996—2002: Начало карьеры и работа с Roc-A-Fella Records
Канье Уэст начал свою музыкальную карьеру в середине 1990-х, создавая инструменталы для местных музыкантов. В конечном итоге он сформировал свой музыкальный стиль, основой для которого стали ускоренные сэмплы соул-композиций. Первое официальное упоминание Уэста встречается в дебютном и единственном альбоме чикагского рэпера Grav, Down to Earth, 1996 года, для которого Уэст спродюсировал восемь композиций и сам исполнил куплет в композиции «Line For Line». Некоторое время Уэст был тайным продюсером американского продюсера, менеджера и рэпера D-Dot. Работая с D-Dot, Уэст не мог вести сольную карьеру, поэтому в конце 1990-х он организовал группу Go-Getters, в которую помимо него вошли другие представители чикагской рэп-сцены и по совместительству его друзья: GLC, Timmy G, Really Doe и Arrowstar. Группа записала несколько композиций, выступала на радио и приняла участие в фотосессии. В 1999 году Go-Getters записали свой единственный альбом, World Record Holders, который, однако, не был выпущен официально.
Конец 1990-х Уэст провёл продюсируя альбомы известных музыкантов и групп. Он стал продюсером композиции «My Life» во втором альбоме Foxy Brown, Chyna Doll, выпущенном в 1999 году. Chyna Doll стал первым альбомом женщины-рэпера, дебютировавшим на первой строчке чарта Billboard 200. Среди альбомов, спродюсированных Уэстом, также были дебютный и единственный альбом группы Harlem World The Movement и The Truth рэпера Beanie Sigel. В конце 1990-х он также стал продюсером дебютного альбома D-Dot, Tell ’Em Why U Madd, выпущенного им от лица The Madd Rapper — персонажа, впервые появившегося в ските из альбома The Notorious B.I.G. Life After Death. Tell ’Em Why U Madd не имел коммерческого успеха, но включал в себя куплеты, исполненные малоизвестными на тот момент рэперами 50 Cent и Eminem.

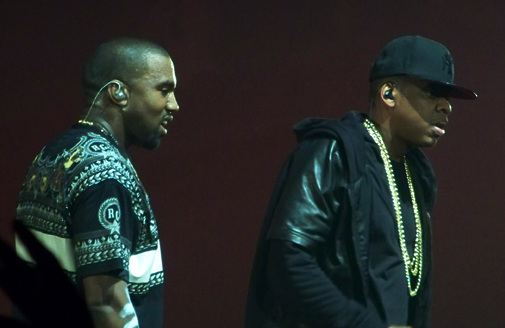
Уэст получил известность как продюсер после работы над The Blueprint рэпера Jay-Z (на фотографии оба в 2011 году)

Успех пришёл к Уэсту в 2000 году, после того, как он начал работать с музыкантами лейбла Roc-A-Fella Records. Широкая известность в качестве продюсера пришла к Уэсту после работы над альбомом рэпера Jay-Z The Blueprint. Музыкальные критики отметили продакшн Уэста, в то время как сам Jay-Z называл Уэста «гением». The Blueprint называется классикой хип-хопа и был включён в многочисленные списки лучших альбомов, среди которых 500 величайших альбомов всех времён по версии журнала Rolling Stone и подобный список журнала NME. Будучи продюсером Roc-A-Fella Records, Уэст работал над альбомами других музыкантов лейбла, среди которых Beanie Sigel, Freeway, Cam’ron. Он также работал над хитами для таких исполнителей, как Талиб Квели, Ludacris, Nas, T.I., Бейонсе, Алиша Киз и Джанет Джексон.
Несмотря на успех, Канье Уэст желал большего: он мечтал стать рэпером. Однако, хоть многие и считали его талантливым продюсером, никто не считал его рэпером. По словам Талиба Квели, «все пытались найти способ получить от него инструменталы так, чтобы он не начал читать им рэп». Звукозаписывающие компании отказывали ему, ссылаясь на несоответствие образу гангста-рэпера и на то, что его детство и юность не проходили так же, как у других представителей жанра. Уэст вёл переговоры с Capitol Records и контракт был почти готов, когда кто-то сказал президенту лейбла, что Уэст «всего-лишь продюсер/рэпер» и что «[его альбомы] не будут продаваться», после чего лейбл отказал Уэсту. Одним из первых талант рэпера в Уэсте заметил Талиб Квели. Уэст был продюсером его альбома Quality и одна из спродюсированных им композиций, «Get By», стала самой успешной сольной композицией Квели. Квели отправился в концертный тур и взял с собой Уэста, разрешив ему выступать вместе с ним. Данные выступления стали одними из первых публичных выступлений Уэста. Позже он не раз будет благодарить Квели за это, в том числе и в композиции «Last Call» в своём дебютном альбоме. Вскоре глава лейбла Roc-A-Fella, Дэймон Дэш, всё-таки решит подписать Уэста на свой лейбл. Однако и они не сразу поверили в Уэста. Как пишет журнал Time, «когда Канье Уэст впервые попросил парней из Roc-A-Fella позволить ему читать рэп, [в комнате] воцарилось неловкое молчание».
23 октября 2002 года Канье Уэст попал в серьёзную автокатастрофу по пути домой из звукозаписывающей студии в Лос-Анджелесе, заснув за рулём. В результате аварии его челюсть оказалась раздроблена и на неё пришлось наложить проволочную шину. Это вдохновило Уэста на написание композиции «Through the Wire» (дословно — «Через шину»), которую он записал через две недели после выхода из госпиталя, ещё со сломанной челюстью. «Through the Wire», в которой Уэст рассказал о своих трудностях после аварии, стала основой его дебютного альбома. Сам Уэст заявляет, что «все лучшие музыканты в истории рассказывали [в своём творчестве] о трудностях, с которыми им пришлось столкнуться». Он также отметил, что работа над альбомом была его «лекарством», которое отвлекало от боли. Впервые «Through the Wire» была выпущена Уэстом в составе микстейпа Get Well Soon… в 2003 году. В то же время он сообщил о работе над своим дебютным альбомом, The College Dropout, главной темой которого стало «принятие своих собственных решений».

### 2003—2006:The College DropoutиLate Registration

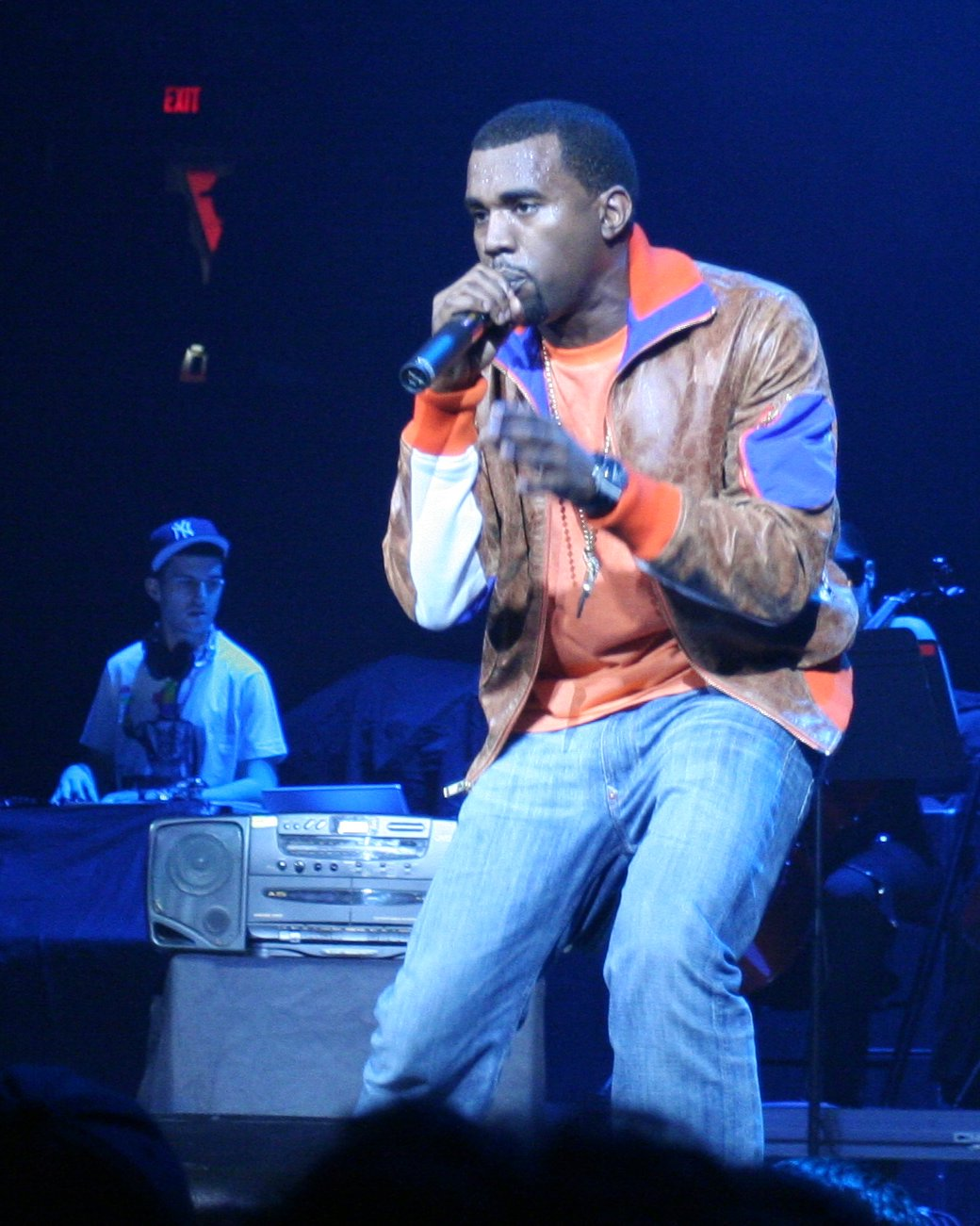
Канье Уэст выступает в Портленде, декабрь 2005 года

Уэст работал над The College Dropout, принося в студию свой рюкзак Louis Vuitton, заполненный дисками с музыкой. По словам GLC, на работу над одним инструменталом у Уэста уходило 15 минут. В то же время его друг и менеджер, Джон «Monopoly» Джонсон, заявляет, что Уэст работал над The College Dropout длительное время, начав ещё в Чикаго, годами сохраняя себе инструменталы на тот момент, когда он наконец сможет стать рэпером. Работу над альбомом Уэст заканчивал в Лос-Анджелесе, где он проходил реабилитацию. Вскоре после того, как он закончил работу над альбомом, цифровая версия альбома утекла в интернет, за несколько месяцев до релиза. Тогда Уэст решил значительно переделать альбом, улучшив его качество, добавив в композиции струнные инструменты, госпел-хоры и новые куплеты. Перфекционизм Уэста привёл к тому, что релиз альбома переносился три раза с изначальной даты — август 2003 года.
The College Dropout был издан на лейбле Roc-A-Fella Records в феврале 2004 года. Альбом дебютировал на второй строчке чарта Billboard 200, за первую неделю было продано почти полмиллиона экземпляров. Дебютный сингл альбома, «Through the Wire», поднялся на 15-ю строчку чарта Billboard Hot 100 и продержался там пять недель. Второй сингл, «Slow Jamz», исполненный совместно с Twista и Jamie Foxx, был ещё более успешен, став его первым синглом, поднявшимся на первую строчку Hot 100. Однако наибольшую популярность получил четвёртый сингл, «Jesus Walks», ставший одной из самых известных композиций Уэста. В ней рэпер поднимает вопросы веры и христианства. Несмотря на то, что представители музыкальной индустрии сомневались в успехе подобной композиции, «Jesus Walks» смогла подняться на 11-ю строчку Hot 100, где она продержалась две недели. The College Dropout получил положительные отзывы критиков и называется классикой жанра. Альбом трижды получил статус платинового в США и принёс Уэсту 10 номинаций на премию «Грэмми» 2005 года, из которых он победил в трёх: лучший рэп-альбом, лучшая рэп-песня за «Jesus Walks» и лучшее совместное рэп-исполнение за «Slow Jamz». В то время основой музыкального стиля Уэста были ускоренные соул-композиции. Однако после успеха The College Dropout музыканты стали копировать данный стиль, что стало одной из причин смены музыкального стиля Уэстом. Осенью 2004 года Канье Уэст открыл свой собственный лейбл, G.O.O.D. Music, на который он позже подпишет своих знакомых музыкантов, среди которых Common и Джон Ледженд.

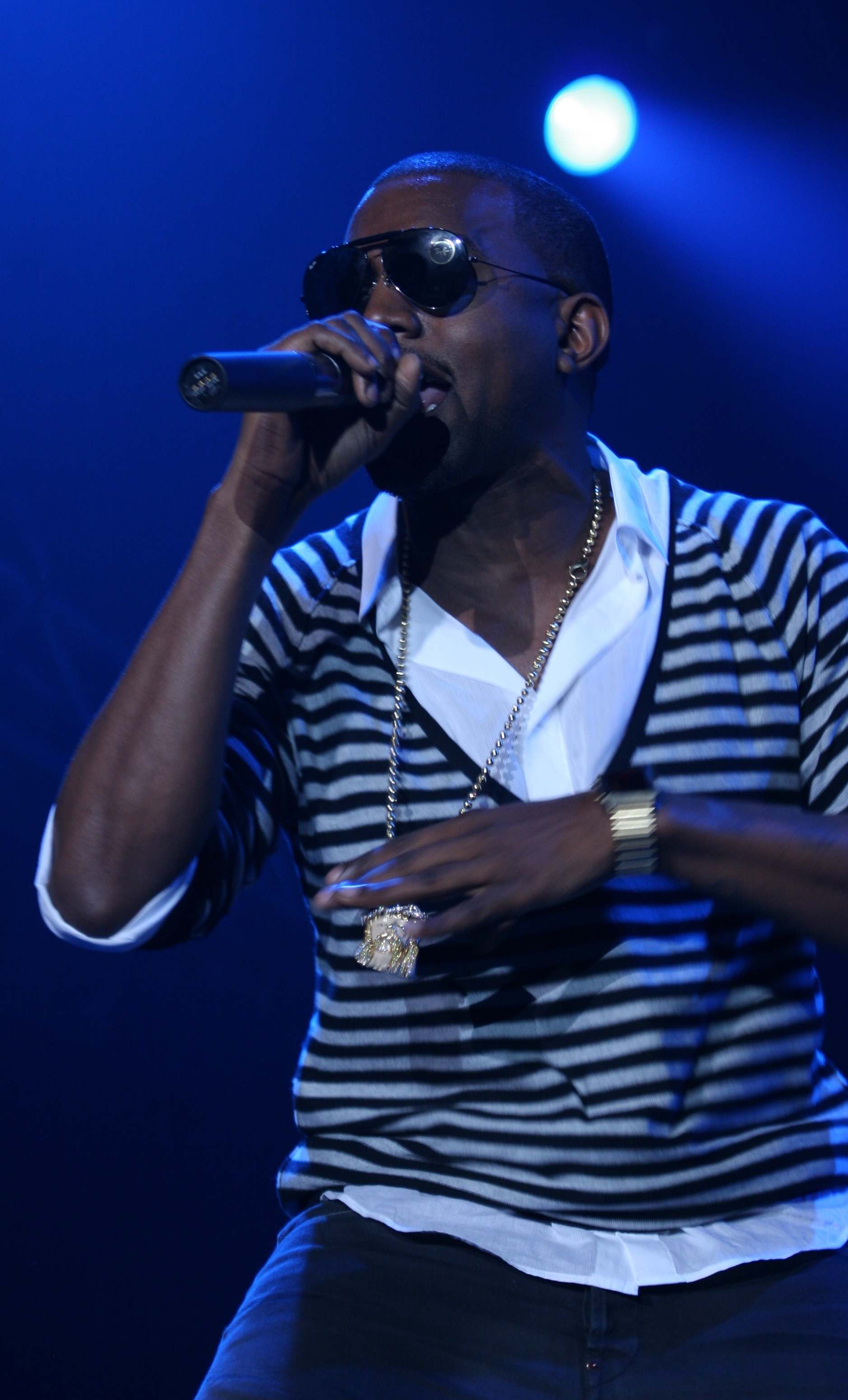
Канье Уэст выступает на North Sea Jazz Festival в Нидерландах, 2006 год

Работу над своим вторым альбомом, Late Registration, Уэст начал в конце 2004 года, закончив свои выступления в рамках концертного тура Ашера. По неподтверждённой информации, на запись альбома ушло около двух миллионов долларов, а сам рэпер утверждает, что для работы над альбомом он взял в долг 600 000 долларов. Большое влияние на стиль этого альбома оказал концертный альбом группы Portishead Roseland NYC Live. В частности именно благодаря ему он добавил в композиции Late Registration живой струнный оркестр. Сам Уэст позже признался, что он и раньше хотел сделать нечто подобное, но смог позволить только после успеха своего дебютного альбома. Он также пригласил для работы над альбомом американского композитора Джона Брайона, который стал сопродюсером нескольких композиций альбома. Это стало неожиданностью для многих фанатов. Несмотря на то, что Брайон до этого не работал с хип-хопом, они с Уэстом быстро нашли общий язык: свою первую композицию, «Gold Digger», они закончили в конце первого рабочего дня. Late Registration был выпущен в августе 2005 года. За первую неделю было продано 860 000 экземпляров, что позволило ему дебютировать на первой строчке чарта Billboard 200 и позже получить статус трижды платинового. Музыкальные обозреватели отмечали, что Late Registration был единственным коммерчески успешным альбомом того периода, когда наблюдалось падение продаж альбомов. Альбом получил положительные отзывы критиков. На премии «Грэмми» 2006 года Уэст получил восемь номинаций, как за Late Registration и синглы с него, так и за совместные работы с Алишей Киз и Common. Из них он победил в трёх номинациях: лучшее сольное рэп-исполнение за «Gold Digger», лучшая рэп-песня за «Diamonds From Sierra Leone» и лучший рэп-альбом за Late Registration.
Несмотря на то, что ранее с Канье Уэстом уже был связан скандал, когда он покинул церемонию награждения American Music Awards 2004 года, не получив награду «лучший новый исполнитель», его первый крупный скандал произошёл вскоре после выхода Late Registration, во время благотворительного концерта, в рамках которого проходил сбор средств жертвам урагана Катрина. Концерт транслировался в начале сентября 2005 года каналом NBC и Уэст был приглашён выступить с речью. Однако, находясь в прямом эфире, он отошёл от заготовленной речи, выступив со своим собственным минутным монологом. «Я ненавижу то, как они представляют нас в средствах массовой информации. Если это чернокожая семья, то они говорят: „они грабят“. Если это белокожая семья, то они говорят: „они ищут еду“», — сказал он. После его речи Майк Майерс продолжил свою заготовленную речь. После того, как он передал слово обратно Уэсту, Уэст заявил: «Джорджу Бушу плевать на чернокожих людей». Данная цитата разошлась по всей стране, вызвав у людей неоднозначную реакцию. Буш назвал данный эпизод «отвратительным моментом» своего президентского срока. Позже Уэст извинился перед ним и Буш простил его. В январе 2006 года Уэст появился на обложке журнала Rolling Stone в образе Иисуса Христа с терновым венцом на голове, что также вызвало неоднозначную реакцию в обществе.

### 2007—2009:Graduationи808s & Heartbreak
Проведя 2006 год, выступая вместе с группой U2 на их концертном туре Vertigo Tour, Канье Уэст решил записать альбом, композиции которого подходят для выступлений на больших стадионах. Он использовал элементы жанров, популярных в 80-х: электро и диско. Среди источников вдохновения также называются арена-рок-группы, такие как U2, The Rolling Stones и Led Zeppelin. Чтобы сделать свой новый альбом, третий в запланированной тетралогии альбомов, посвящённых обучению, более личным, а также с целью развить навыки повествования, Уэст слушал фолк и кантри-музыкантов, таких как Боб Дилан и Джонни Кэш.

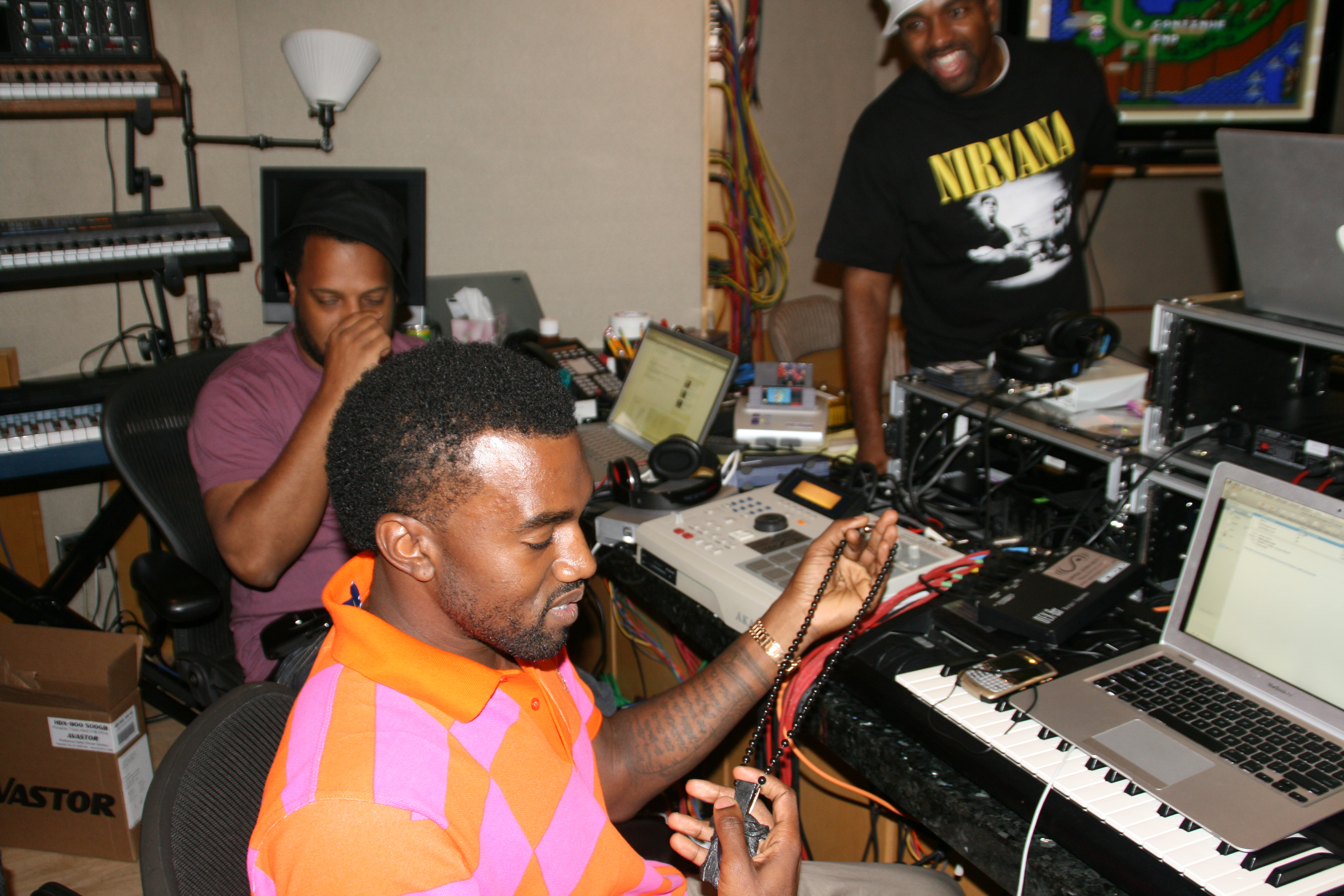
Канье Уэст (в центре) на студии со своим наставником No I.D. (слева), 2008 год

Альбом, названный Graduation, получил широкое освещение в прессе ещё до своего выхода: его дата релиза совпала с датой выхода альбома Curtis рэпера 50 Cent, из-за чего пресса устроила противостояние между рэперами. Незадолго до назначенной даты 50 Cent заявил, что закончит свою карьеру, если проиграет. Оба альбома вышли 11 сентября 2007 года. Graduation победил, продавшись за первую неделю тиражом 957 000 экземпляров, против 691 000 у Curtis. 50 Cent позже обвинил лейбл Уэста, Def Jam, в накручивании количества продаж, по его словам лейбл сам скупал альбом. Graduation дебютировал на первой строчке Billboard 200. Для данного чарта продажи альбома стали рекордными за более чем два года. Второй сингл альбома, композиция «Stronger», поднялся на первую строчку чарта Billboard Hot 100. Позже Graduation получил статус дважды платинового. Альбом получил в целом положительные отзывы критиков. Бен Детрик (англ. Ben Detrick) из журнала XXL считает победу Graduation над Curtis исторической, открывшей дорогу рэперам, не подходящим под шаблонный образ гангста-рэпера. «Если в истории хип-хопа был момент, ознаменовавший смену его направления, то это, скорее всего, было противостояние между 50 Cent и Канье в 2007 году», — пишет он. В 2007 году Канье Уэст получил восемь номинаций на премию «Грэмми», из которых он победил в четырёх: лучший рэп альбом за Graduation, лучшее сольное рэп исполнение за «Stronger», лучшая рэп песня за «Good Life» и лучшее рэп исполнение дуэтом или группой за «Southside».

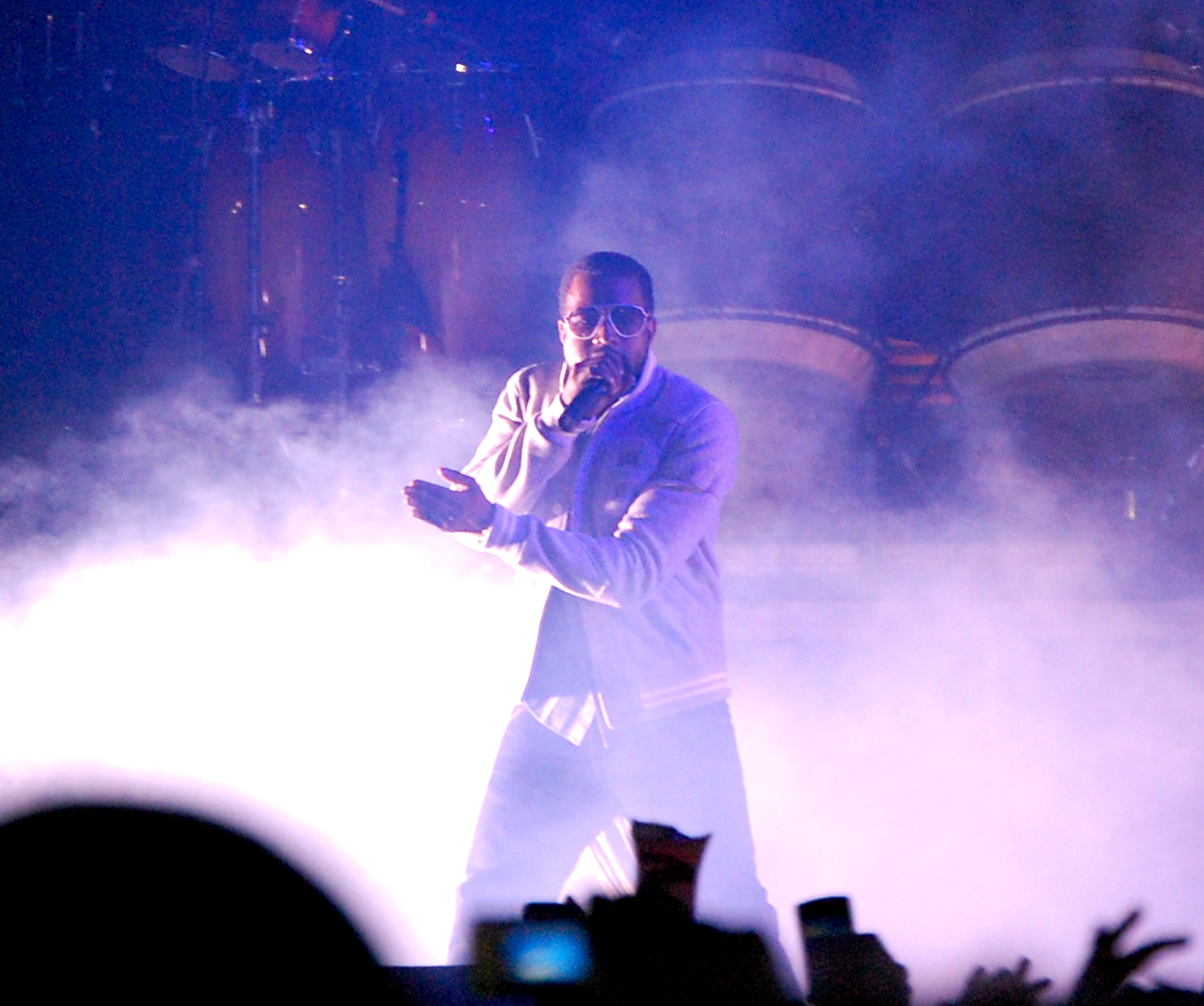
Канье Уэст выступает во время тура Glow in the Dark Tour, 2008 год

Однако вскоре в жизни Канье Уэста произошли значительные перемены. Через несколько месяцев после релиза Graduation, в ноябре 2007 года, от осложнений после пластической операции умерла его мать, Донда Уэст. Через несколько месяцев после этого он поссорился со своей возлюбленной, Алексис Файфер (англ. Alexis Phifer), с которой он познакомился ещё в 2002 году и обручился в августе 2006 года. Эти события оказали большое влияние на рэпера, который отправился в 2008 году в концертный тур Glow in the Dark Tour. На церемонии награждения премии MTV VMA 2008 года он представил свой четвёртый альбом, 808s & Heartbreak, исполнив главный сингл с него, «Love Lockdown». Альбом сильно отличался от предыдущих работ Уэста. Музыкальные критики отнесли его не к хип-хопу, а к жанрам электропоп и синти-поп. Чтобы передать свои чувства, Уэст решил прибегнуть к пению и использованию автотюна, что вызвало неоднозначную реакцию у ряда фанатов. Помимо этого при создании альбома широко использовалась драм-машина Roland TR-808, что также отражено в названии альбома. Среди основных тем альбома — одиночество, отчуждение и чувство вины.
808s & Heartbreak был выпущен на лейблах Roc-A-Fella и Island Def Jam 24 ноября 2008 года, незадолго до Дня благодарения, с целью увеличения продаж. 808s & Heartbreak получил положительные отзывы критиков, но в целом оценки были ниже, чем у предыдущих альбомов. Несмотря на это, альбом дебютировал на первой строчке чарта Billboard 200, за первую неделю было продано 450 000 экземпляров. Главный сингл альбома, композиция «Love Lockdown», дебютировал на третьей строчке чарта Billboard Hot 100. Второй сингл, «Heartless», поднялся на вторую строчку Hot 100. Позже альбом получил статус платинового. Несмотря на то, что 808s & Heartbreak был объектом критики, после своего выхода он изменил хип-хоп, став шаблоном для начинающих рэперов и R&B-музыкантов, среди которых Дрейк и Future. По словам Мэттью Траммелла (англ. Matthew Trammell) из Rolling Stone, альбом опережал своё время и был «возможно, самой блестящей работой» Уэста.
В 2009 году произошёл один из наиболее известных скандалов, связанных с Канье Уэстом. В сентябре, на церемонии награждения MTV Video Music Awards 2009 года, Тейлор Свифт получила награду за лучшее женское видео за клип на композицию «You Belong with Me». В момент вручения награды Уэст вышел на сцену, отобрал микрофон у Свифт и объявил, что «у Бейонсе был один из лучших клипов всех времён!», имея в виду клип на «Single Ladies (Put a Ring on It)». Данная выходка была негативно воспринята как фанатами, так и другими музыкантами. Некоторые даже относят эту ситуацию к одной из теорий заговора в мире хип-хопа. В доказательство данной точки зрения приводят то, что как только рэпер выскочил на сцену на экране сразу же появилось лицо Beyonce. Это было сделано ещё до того, как рэпер что-либо сказал, что и предоставило возможность телезрителям увидеть реакцию певицы на его слова.

### 2010—2012:My Beautiful Dark Twisted Fantasyи совместные работы
После инцидента на MTV VMA 2009, получившего широкое освещение в СМИ, Канье Уэст взял паузу в работе над музыкой и заинтересовался модой. Однако вскоре он отправился на Гавайи, где несколько месяцев, практически круглосуточно, работал над своим пятым альбомом. Для работы над альбомом Уэст пригласил различных музыкантов и друзей, среди которых были Jay-Z, Kid Cudi, Pusha T, Q-Tip и RZA, а также достаточно необычные гости вроде Ники Минаж и Джастина Вернона из группы Bon Iver. Ноа Каллахан-Бевер (англ. Noah Callahan-Bever), редактор журнала Complex, также приглашённый в студию, охарактеризовал процесс записи альбома как «коллективный»: Уэст советовался со всеми приглашёнными музыкантами и спрашивал их мнение.

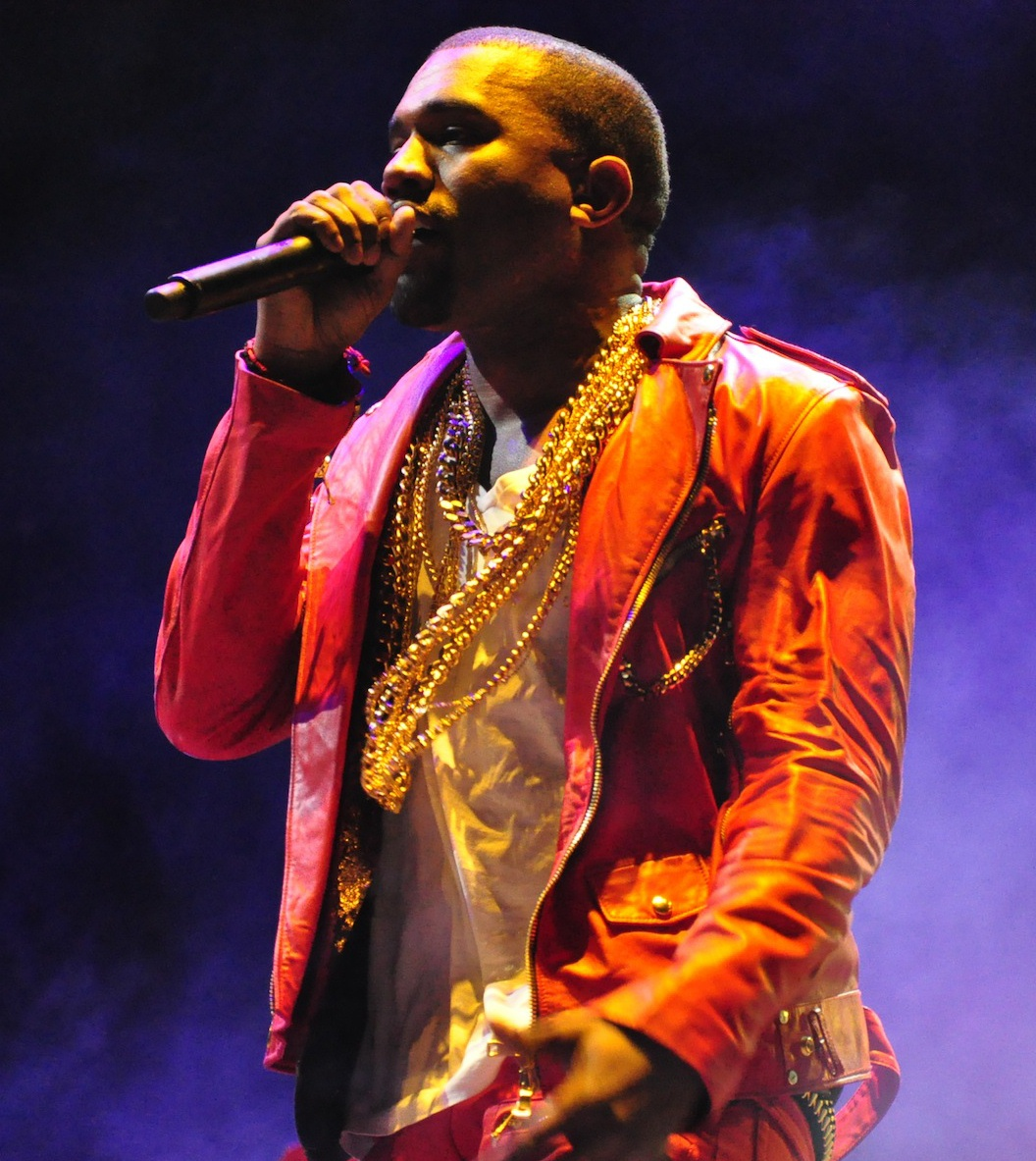
Канье Уэст на фестивале Lollapalooza, 2011 год

Альбом, названный My Beautiful Dark Twisted Fantasy, был выпущен 22 ноября 2010 года. Альбом получил восторженные отзывы критиков: The New York Times назвал его «феноменальным альбомом», The Washington Post — «шедевром», а The Independent — «ярчайшим, наиболее грандиозным альбомом в жанре поп-музыки за последние годы». Альбом попал в многочисленные списки лучших альбомов 2010 года, заняв первое место в 22 из них. Rolling Stone поместил My Beautiful Dark Twisted Fantasy в свой список 500 величайших альбомов всех времён 2012 года на 353-е место, NME в таком же списке поместил его на 21-е место. Несмотря на это, продажи альбома были хуже, чем у предыдущих альбомов рэпера. За первую неделю было продано 496 000 экземпляров альбома, что позволило ему дебютировать на первой строчке чарта Billboard 200. После первой недели продажи альбома стали падать, что, однако, не помешало ему получить статус платинового в США. Из альбома было выпущено четыре сингла: «Power», «Runaway», «Monster» и «All of the Lights». Все четыре сингла, а также заглавная композиция альбома, «Dark Fantasy», попали в чарт Billboard Hot 100, но не смогли подняться выше 12-й строчки. Несмотря на хвалебные отзывы критиков, My Beautiful Dark Twisted Fantasy не был номинирован на лучший альбом года на 54-й церемонии вручения премии «Грэмми», что ряд критиков назвали «пренебрежением». В то же время Уэст также провёл промоакцию GOOD Fridays, в ходе которой он каждую пятницу выкладывал в интернет для свободного прослушивания отдельные композиции. Акция проходила с 20 августа по 17 декабря 2010 года.
После своего выступления на фестивале Коачелла 2011 года, которое журнал The Hollywood Reporter назвал «одним из величайших выступлений в жанре хип-хоп», 8 августа 2011 года Канье Уэст выпустил совместно с Jay-Z альбом Watch the Throne. Альбом дебютировал на первой строчке Billboard 200. С него было выпущено семь синглов, из которых наибольшего успеха добилась композиция «Niggas in Paris», поднявшаяся на пятую строчку Billboard Hot 100. 14 сентября 2012 года Канье Уэст выпустил альбом Cruel Summer — компиляцию, состоящую из композиций, исполненных музыкантами созданного им лейбла GOOD Music. Альбом дебютировал на второй позиции чарта Billboard 200. Из альбома было выпущено четыре сингла, из которых два, «Mercy» и «Clique», попали в первую двадцатку чарта Billboard Hot 100. Уэст также стал режиссёром короткометражного фильма Cruel Summer, впервые показанного в специальном павильоне с семью экранами на Каннском кинофестивале 2012 года.

### 2013—2015:Yeezusи сотрудничество с Adidas

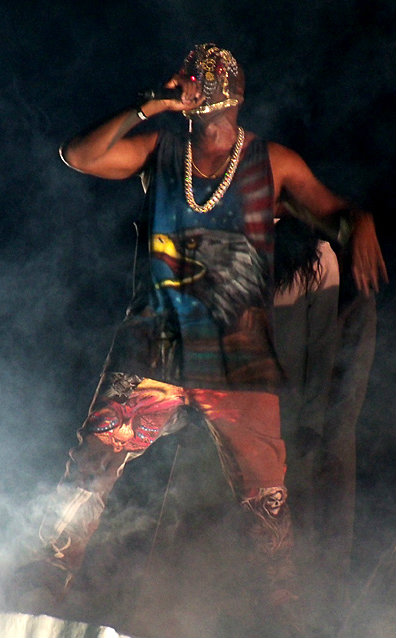
Канье Уэст выступает в маске во время тура Yeezus Tour, 2013 год

Работу над своим шестым альбомом, названным Yeezus, Уэст начал в Париже. Задавшись целью «разрушить коммерческую музыку», на Yeezus он совместил элементы чикагского дрилла, эйсид-хауса и индастриала. За несколько недель до релиза Уэст пригласил продюсера Рика Рубина, для того чтобы он помог придать альбому минималистичное звучание. Сам Рубин заявляет, они работали над ним более двух недель по 15 часов в день и что данная задача оказалась «невероятно трудной». В преддверии выхода альбома была проведена рекламная кампания, включавшая в себя видеопроекции композиции «New Slaves» в 66 местах по всему миру и выступления на телевидении. Yeezus вышел 18 июля 2013 года и получил положительные отзывы критиков. Он стал шестым альбомом рэпера, поднявшимся до первой строчки чарта Billboard 200. Однако, несмотря на рекламную кампанию, продажи альбома за первую неделю стали самыми низкими за всю карьеру Уэста — 327 000 экземпляров, что не помешало альбому позже получить статус платинового в США. Главный сингл альбома, композиция «Black Skinhead», был запущен на радио, однако смог подняться лишь на 69-ю строчку чарта Billboard Hot 100, в то время как второй сингл, более спокойная композиция «Bound 2», смог подняться на 12-ю строчку. В сентябре 2013 года Уэст анонсировал концертный тур The Yeezus Tour — его первый сольный тур за пять лет, для участия в котором он пригласил рэпера Кендрика Ламара.
В июне 2013 года у Канье Уэста и звезды телевизионных шоу и фотомодели Ким Кардашьян родился первый ребёнок, Норт. В октябре Уэст и Кардашьян объявили о помолвке, что привлекло внимание СМИ. В ноябре Уэст объявил, что вместе с Риком Рубином и Q-Tip работает над новым альбомом, запланированным к выходу летом 2014 года. В декабре компания Adidas объявила о выпуске линии одежды, созданной совместно с Уэстом — Adidas Yeezy. В мае 2014 года Уэст и Кардашьян поженились во Флоренции, на закрытую церемонию было приглашено большое количество артистов и знаменитостей. 31 декабря 2014 года Уэст выпустил сингл «Only One», исполненный совместно с Полом Маккартни.
В январе 2015 года был выпущен сингл Рианны «FourFiveSeconds», исполненный совместно с Уэстом и Маккартни. В феврале Уэст выступил на Saturday Night Live, где он исполнил совместно с Сией и рэпером Vic Mensa свою новую композицию «Wolves». Также в феврале Уэст представил свою совместную с Adidas линию одежды, названную Yeezy Season 1. Она была показана на нью-йоркской неделе моды. В марте Уэст выпустил сингл «All Day», исполненный совместно с Теофилусом Лондоном, Allan Kingdom и Полом Маккартни. Он впервые исполнил данную композицию на церемонии вручения премии BRIT Awards 2015, совместно с рядом американских рэперов и представителей британской грайм-сцены. В сентябре, во время недели моды в Нью-Йорке, Уэст представил свою вторую коллекцию одежды, Yeezy Season 2, на этот раз созданную независимо от компании Adidas.

### 2015—2017:The Life of Pablo
Изначально выход седьмого альбома рэпера, называвшегося в то время So Help Me God, был запланирован на 2014 год. В марте 2015 Уэст заявил о смене названия на SWISH. В том же месяце Чикагский институт искусств присвоил Канье Уэсту почётную степень доктора искусств. В марте рэпер выступил на фестивале Гластонбери, несмотря на то, что более 120 000 человек подписали петицию с требованием запретить данное выступление. Под конец своего выступления Уэст заявил, что он — «величайший рок-музыкант из всех ныне живущих на данной планете». Данное выступление вызвало неоднозначную реакцию СМИ и фанатов. Кори Тейлор, вокалист группы Slipknot, выпустил видео, в котором он заявил: «Канье, ты не величайший рок-музыкант всех времён. Тот факт, что ты сам это заявляешь, говорит сам за себя». Группа The Who, выступившая на фестивале на следующий день, также не согласилась с заявлением Уэста. В декабре 2015 года Уэст выпустил композицию «Facts».
В январе 2016 года Канье Уэст представил две композиции, «Real Friends» и «No More Parties in L.A.», позже попавшие в альбом, а также в очередной раз сменил название своего седьмого альбома, в этот раз на Waves. Однако это название послужило причиной ссоры с рэпером Wiz Khalifa. В результате Уэст сменил название альбома на окончательный вариант — The Life of Pablo. Альбом был представлен 11 февраля 2016 года, в Мэдисон-сквер-гарден, одновременно с показом его новой коллекции одежды Yeezy Season 3. The Life of Pablo был выпущен 14 февраля 2016 года эксклюзивно через сервис потокового вещания Tidal. После выпуска альбома рэпер продолжил вносить в него изменения, называя его «живым, дышащим, постоянно меняющимся творческим самовыражением», а студийные альбомы на дисках — умирающим форматом. Несмотря на заявленную эксклюзивность, The Life of Pablo был выпущен в апреле на остальных цифровых платформах. Альбом в целом получил положительные отзывы критиков, но несколько изданий поставили средние оценки. Альбом изначально не попал в чарты, поскольку Tidal не предоставлял данные о продажах, но стало известно, что за первые 24 часа альбом был незаконно скачан более 500 000 раз. Однако в апреле альбом попал в чарт Billboard 200, где он дебютировал на первой строчке.
В феврале 2016 года Уэст сообщил о том, что его новый альбом, названный Turbo Grafx 16 в честь одноимённой игровой приставки, должен выйти летом 2016 года. В июне Уэст анонсировал вторую компиляцию лейбла GOOD Music, названную Cruel Winter, опубликовав первый сингл с неё, композицию «Champions».
В середине 2018 года вернулся к написанию музыки. В течение пяти недель выходили альбомы, к которым Уэст он был причастен в качестве автора музыки: Pusha T «Daytona», Kanye West «Ye», Kids See Ghosts «Kids See Ghosts» (совместный проект Kanye West и Kid Cudi), Nas «Nasir», Teyana Taylor «K.T.S.E.».

### 2019—2022:Jesus Is King,Donda, иDonda 2
6 января 2019 года Уэст начал свою еженедельную оркестровку «Sunday Service», которая включает в себя соул-вариации песен Уэста и других исполнителей, в которых приняли участие множество знаменитостей, включая Кардашьян, Чарли Уилсона и Кида Куди. Уэст представил новую песню «Water» на своей «Sunday Service», выступление с оркестровкой на Coachella 2019, которое, как позже стало известно, войдет в его грядущий альбом Jesus Is King. Альбом вышел с премьерой фильма по мотивам альбома. Он стал первым, кто возглавил Billboard 200, лучшие R&B/хип-хоп альбомы, Лучшие рэп-альбомы, Лучшие христианские альбомы и лучшие евангельские альбомы одновременно. 25 декабря 2019 года Канье Уэст и церковный хор Sunday Service выпустили госпел-альбом «Jesus Is Born», содержащий 19 песен, включая несколько переработанных старых песен Уэста. Сам рэпер занимался продюсированием и аранжировкой проекта.
30 июня 2020 года Уэст выпустил сингл под названием «Wash Us in the Blood» с участием американского рэпера Трэвиса Скотта, а также музыкальное видео, которое должно было стать ведущим синглом из его десятого студийного альбома Donda. Однако в сентябре 2020 года Уэст заявил, что не будет выпускать больше никакой музыки до тех пор, пока «не завершит [свой] контракт с Sony и Universal». 16 октября он выпустил сингл «Nah Nah Nah». Уэст провел несколько концертов на стадионе Mercedes-Benz Stadium для прослушивания своего предстоящего альбома Donda летом 2021 года, где он временно поселился в одной из раздевалок стадиона, превратив её в студию звукозаписи, чтобы закончить запись. После многочисленных задержек Donda была выпущена 29 августа 2021 года. Уэст утверждал, что альбом был выпущен досрочно без его одобрения, и утверждал, что Universal изменила трек-лист. Он выпустил улучшенное издание Donda, включающее пять новых песен, для стриминговых сервисов 14 ноября 2021 года. 20 ноября, через несколько дней после прекращения их затянувшейся вражды, Уэст и рэпер Дрейк подтвердили, что они проведут благотворительный концерт «Free Larry Hoover» 9 декабря в Мемориальном колизее Лос-Анджелесе.
5 января 2022 года Уэст был объявлен одним из хедлайнеров фестиваля музыки и искусств Coachella Valley в 2022 году. Позже в том же месяце, 15 января, Уэст выпустил первый сингл для своего предстоящего альбома Donda 2, «Eazy» с участием рэпера The Game, исполнительным продюсером которого выступит рэпер Future. Уэст организовал мероприятие по прослушиванию альбома в LoanDepot Park в Майами 22 февраля. В апреле, незадолго до Coachella, Уэст отказался от участия в качестве хедлайнера, затем продолжил выступать в качестве хедлайнера Rolling Loud. Уэст и The Game исполнили сингл 22 июля, это было первое выступление Уэста за пять месяцев после того, как он держался в тени с тех пор, как Donda 2 осталась незавершенной. Днём позже, несмотря на отмену выступления в качестве хедлайнера, он появился в Rolling Loud во время сета Lil Durk.
В декабре 2022 года, после нескольких недель противоречивых антисемитских заявлений, Уэст опубликовал новую песню «Someday We’ll All Be Free» в своём Instagram, а организация StopAntisemitism.com назвала Канье Уэста «Антисемитом года».

### С 2023: Трилогия «Vultures» и «Bully»
25 августа 2023 года сообщалось, что Уэст находится в процессе записи своего одиннадцатого студийного альбома, при этом два близких к нему источника заявили, что выпуск новой музыки «неизбежен». 13 октября Billboard сообщил, что Уэст закончил запись совместного студийного альбома с Ty Dolla $ign и находится в процессе продажи альбома дистрибьюторам, добавив, что изначально альбом был предназначен для официального выпуска в тот же день, но в конечном итоге был перенесен на более поздний срок по неизвестные причинам и ожидается выпуск в ближайшие недели. Одноименный сингл с альбома Vultures при участии Bump J был выпущен 22 ноября 2023 года.
В конце 2023 — начале 2024 года Уэст и Ty Dolla $ign провели несколько концертов, посвященных альбому. В своём инстаграмме Уэст объявил, что Vultures будут выпущены как трилогия альбомов, каждый из трех альбомов будет выпущен 9 февраля, 6 марта и 5 апреля 2024 года. В январе 2024 года Уэст совместно — подписал 4Batz и назвал его своим любимым новым артистом. 8 февраля 2024 года Уэст выпустил второй сингл из первого альбома Talking / Once Again с участием своей старшей дочери Норт. Днем позже продюсер Эрик Сермон сообщил в интервью, что грядущий одиннадцатый студийный альбом Уэста будет называться Y3, а также заявил, что он внес свой вклад в создание альбома в 2023 году. С тех пор Уэст отрицал работу над альбомом Y3.
10 февраля 2024 года, через несколько часов после того, как Уэст устроил вечеринку для прослушивания на UBS Arena, был официально выпущен первый альбом трилогии Vultures под названием Vultures 1. Альбом дебютировал под номером один в Billboard 200, став одиннадцатым подряд альбомом Уэста и первым альбомом номер один Ty Dolla Sign соответственно. Vultures 2 должен был выйти 6 марта, однако выход не состоялся. Vultures 2 вышел 3 августа того же года. 28 сентября во время второго концерта в Хайкоу, Китай, на стадионе Wuyuan River Stadium, Уэст анонсировал свой одиннадцатый сольный альбом Bully, дебютировавший с треком «Beauty and the Beast». 25 октября на собственной странице в Instagram Уэст анонсировал предзаказ альбома Bully через свой сайт.
18 марта 2025 года выпустил первую версию альбома Bully, на своей странице в X и на YouTube.

## Кандидат в президенты
Зарегистрировался кандидатом на пост президента США 2020 года от Birthday Party. 19 июля 2020 года провёл свой первый предвыборный митинг в штате Южная Каролина. Уэст считает, что государство не должно запрещать аборты и предложил выплачивать семьям, где родился ребёнок, по 1 000 000 долларов.

## Музыкальные стили
За время своей карьеры Уэст перепробовал множество различных музыкальных стилей и жанров. На вопрос о том, кто оказал влияние на его раннее творчество, Уэст назвал таких артистов, как A Tribe Called Quest, Стиви Уандер, Майкл Джексон, Джордж Майкл, LL Cool J, Фил Коллинз и Мадонна. Он также назвал Puff Daddy «наиболее важным культурным деятелем» в своей жизни, а Дэвида Боуи — «одним из важнейших источников вдохновения». Будучи подростком, Уэст познакомился с продюсером No I.D., который стал его наставником. No I.D. пускал Уэста к себе на студию, где он мог наблюдать за ходом работы. Первым музыкальным стилем, использованным Уэстом, стал так называемый «бурундучий соул» (англ. chipmunk soul). Данная техника основана на использовании значительно ускоренных сэмплов классических соул-композиций, что делает звук более высоким. По словам рэпера, он позаимствовал данный стиль у RZA из группы Wu-Tang Clan, использовавшего его в 1990-х годах. RZA положительно отозвался о Уэсте, заявив что он «очень сильно уважает» его. Этот стиль получил известность после выхода альбома The Blueprint, продюсером которого стал Уэст. Позже он развил его в своём дебютном альбоме, The College Dropout. После того, как незаконченная версия альбома попала в интернет, Уэст решил значительно улучшить альбом, добавив в композиции, в числе прочего, струнные инструменты и госпел-хоры.

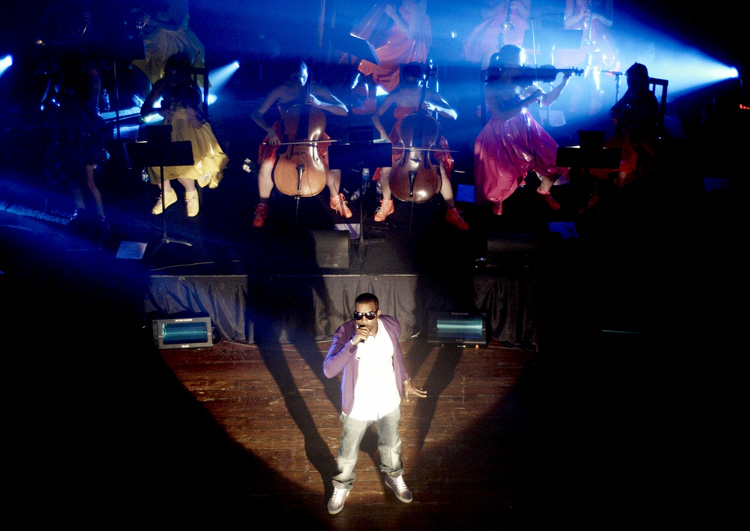
Канье Уэст выступает с оркестром в 2007 году

Для работы над своим вторым альбомом, Late Registration, созданным под влиянием исполнителей вне жанра хип-хоп, таких как группа Portishead, Уэст пригласил американского композитора Джона Брайона. На Late Registration Уэст объединил свой хип-хоп на основе соула с живой оркестровой музыкой Брайона. Он также использовал различные перкуссионные инструменты, обычно не используемые в популярной или хип-хоп-музыке, такие как беримбау, китайские колокола и вибрафон. По словам Роба Шеффилда из Rolling Stone, на Late Registration Уэст «пытается превратить весь музыкальный мир в территорию хип-хопа» и «уничтожает все клише, связанные с хип-хопом». Музыкальный критик Роберт Кристгау писал, что «ещё никогда хип-хоп не был столь комплексным и искусным». Долгое время Уэст был единственным популярным исполнителем, гастролировавшим со струнным оркестром.
В своём третьем альбоме, Graduation, Уэст отошёл от привычного соула. Посчитав, что у Late Registration была плохая структура, Уэст решил сделать Graduation более плотным, убрав из него скиты. Альбом включал в себя элементы разнообразных жанров, среди которых электро, диско, рок-музыка и чикагский хаус. Среди источников вдохновения также называются арена-рок-группы, такие как U2, The Rolling Stones и Led Zeppelin.

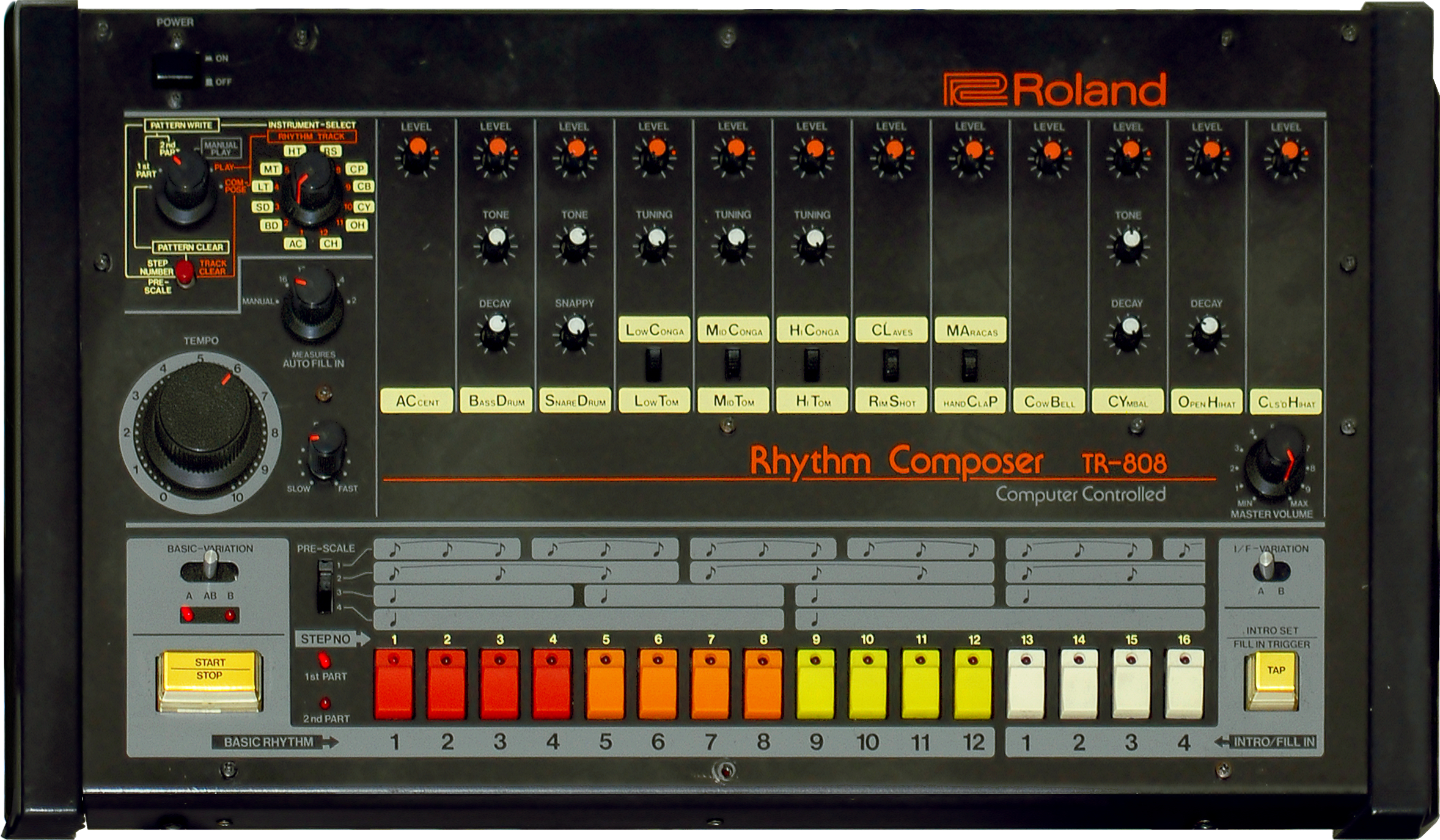
Roland TR-808 — драм-машина, ставшая основой альбома 808s & Heartbreak

Выпущенный после ряда личных потрясений, четвёртый альбом Уэста, 808s & Heartbreak, разительно отличался от его предыдущих работ. На нём он решил отойти от хип-хопа в сторону электропопа и синти-попа. При создании альбом широко использовалась драм-машина TR-808, автотюн и программные синтезаторы. Звучание альбома сравнивали с постпанком 1980-х и нью-вейвом. Уэст позже признался, что работая над альбомом слушал таких музыкантов, как Joy Division, Гэри Ньюмана, TJ Swan и Бой Джордж. Позже Уэст назвал данный альбом «первым чёрным нью-вейв-альбомом». Используя «минималистичный, но функциональный» подход к созданию музыки, Уэст обрабатывал свой голос автотюном, изменял высоту звука у TR-808, чтобы получить искажённое, электронное звучание, после чего добавлял ко всему этому такие традиционные инструменты, как японские барабаны тайко. По словам Мэттью Траммелла (англ. Matthew Trammell) из Rolling Stone, альбом опережал своё время и был «возможно, самой блестящей работой» Уэста.
В своём пятом альбоме, My Beautiful Dark Twisted Fantasy, который сам Уэст назвал «альбомом-извинением» за свою выходку на MTV VMA 2009, он вернулся к хип-хопу. Альбом, отмеченный критиками за его максималистское звучание, включает в себя элементы всех предыдущих альбомов Уэста. Entertainment Weekly отмечает «роскошный соул из The College Dropout 2004 года, симфоническое великолепие Late Registration, глянец Graduation 2007 года и эмоционально истощённые электронные мотивы 808s & Heartbreak 2008 года». Энди Келлман (англ. Andy Kellman) из AllMusic назвал My Beautiful Dark Twisted Fantasy «кульминацией» первых пяти альбомов рэпера, заметив, что он «не просто заимствует их характеристики», а объединяет их элементы так, что их «трудно отделить друг от друга и перечислить».

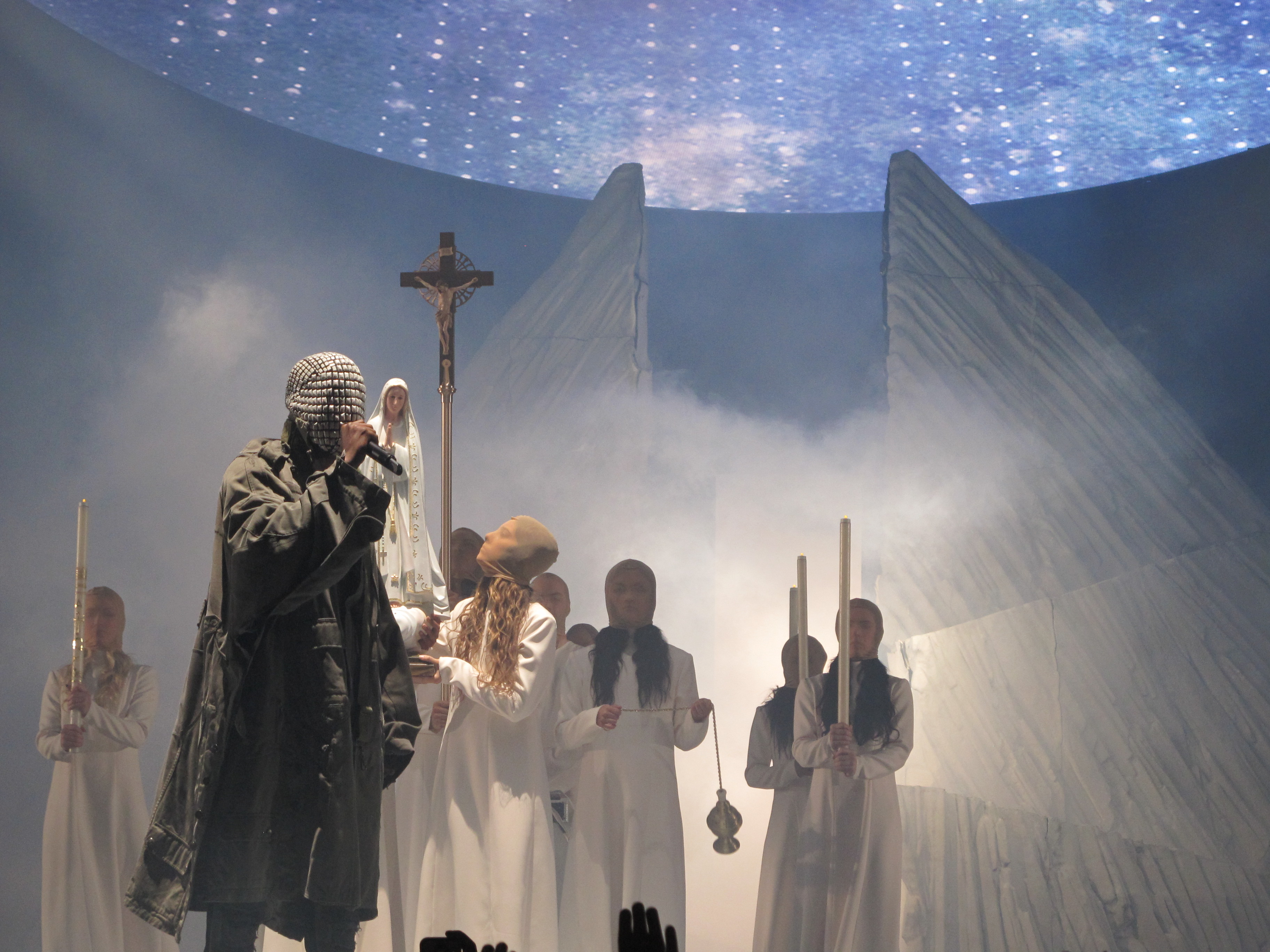
Уэст выступает в 2013 году в рамках Yeezus Tour

Шестой альбом, Yeezus, названный Уэстом «протестом против музыки», был исполнен в резком стиле, основанном на различных жанрах. Музыкальный критик Грег Кот (англ. Greg Kot) в своей рецензии «Yeezus Канье Уэста — [альбом, который] непросто слушать» для газеты Chicago Tribune пишет: «При первом прослушивании, он враждебен, резок (как по звучанию, так и по текстам) и является намеренно отталкивающим, будто он специально создан с целью проверить самых ярых фанатов [Уэста]». Журналист отметил, что альбом сочетает в себе элементы эйсид-хауса 80-х, чикагского дрилла 2013 года в стиле Chief Keef и King Louie, индастриала 90-х и экспериментального хип-хопа в стиле Сола Уильямса, Death Grips и Odd Future. В числе жанров, элементы которых представлены в альбоме, также называются трэп, панк-рок и электро. Вдохновившись минималистичным дизайном архитектора Ле Корбюзье, Уэст использовал искажённые звуки драм-машин и «синтезаторы, которые звучат будто они поломаны». Композиции альбома стилизованы под повреждённые звуковые файлы, а вокальная часть изменена автотюном и эффектами модуляции настолько, что слова нередко становятся трудноразличимыми. Семплы, использованные Уэстом в альбоме, отличались друг от друга происхождением: рэпер использовал как американские композиции вроде «Strange Fruit», исполненную Ниной Симон, так и зарубежные вроде «Gyöngyhajú lány» венгерской рок-группы Omega и «Are Zindagi Hai Khel» индийского композитора Рахула Дев Бурмана.
Седьмой альбом рэпера, The Life of Pablo, отличался от предыдущих альбомов тем, что он не был выпущен на физических носителях и Уэст продолжал вносить в него изменения уже после выхода. Entertainment Weekly отметил «сырую, иногда даже специально оставленную беспорядочной композицию». Rolling Stone назвал его «беспорядочным альбомом, который выглядит так, будто его специально создали таким, после точного как лазер Yeezus» и который «спроектирован так, чтобы звучать будто над ним всё ещё работают». Slant Magazine пишет, что «альбом странно связывает различные стадии Канье: энтузиаста соул-сэмплов, убитого горем певца под автотюном, гедонистического авант-поп-композитора и индастриал-рэп-болтуна». Slate заявил, что The Life of Pablo — «определённо похож на альбом-борьбу».

## Прочая деятельность

Канье Уэст в 2010 году

### Индустрия моды
Уже став известным как музыкант, Канье Уэст заинтересовался индустрией моды и захотел заниматься дизайном одежды. В сентябре 2005 года он объявил о том, что готовит свою линию одежды Pastelle. «Теперь, когда я выиграл „Грэмми“ и закончил работу над Late Registration, я готов запустить свою линию одежды этой весной», — заявлял рэпер. Работа над ней шла четыре года, отдельные её элементы демонстрировались Уэстом на различных церемониях, однако в 2009 году было объявлено о закрытии линии. В том же году Уэст, в сотрудничестве с Nike, выпустил сникеры Air Yeezy, вторая версия которых, Air Yeezy 2, была выпущена в 2012 году. Весной 2009 года были представлены созданные Уэстом совместно с Louis Vuitton сникеры. Они были запущены в продажу в июне 2009 года. Помимо этого Уэст сотрудничал с итальянским дизайнером обуви Джузеппе Занотти и японским брендом BAPE.
В октябре 2011 года Уэст представил на неделе моды в Париже свою первую женскую коллекцию, DW Kanye West. Его поддержали такие модельеры, как Дин и Дэн Кейтен, Оливье Тейскенс и Джереми Скотт. Несмотря на это, коллекция получила прохладные и негативные отзывы критиков. В марте 2012 года Уэст представил свою вторую коллекцию, получившую более положительные отзывы.
В ноябре 2013 года стало известно, что Уэст прекратил сотрудничество с Nike и работает с Adidas. В феврале 2015 года были представлены совместные с Adidas сникеры Yeezy 750 Boost. В октябре 2015 года была представлена первая совместная линия одежды Adidas и Канье Уэста, Yeezy Season 1. Она получила положительные отзывы критиков, журнал Vogue отметил «милитаристский аспект» — коллекция была создана после того, как Уэст увидел беспорядки в Англии в 2011 году. В июне 2015 года были представлены вторые созданные совместно с Adidas сникеры, Yeezy Boost 350. В сентябре 2015 года, во время недели моды в Нью-Йорке, Уэст представил коллекцию одежды Yeezy Season 2, на этот раз созданную независимо от Adidas. В октябре он представил ботинки Yeezy 950 Boot, созданные совместно с Adidas. 11 февраля 2016 года, одновременно с презентацией его альбома The Life of Pablo, в Мэдисон-сквер-гарден была представлена коллекция одежды Yeezy Season 3.

### Бизнес
В 2004 году, вскоре после выпуска дебютного альбома The College Dropout, Канье Уэст основал лейбл GOOD Music, в сотрудничестве с Sony BMG. Первыми музыкантами лейбла стали сам Уэст, Common и Джон Ледженд. В настоящее время в числе артистов лейбла: сам Уэст, Big Sean, Mirza Ragimkhanov, Pusha T, Теяна Тейлор, Mos Def, D’banj и Джон Ледженд, а также продюсеры, в числе которых, Hudson Mohawke, Q-Tip, Трэвис Скотт, No I.D., Джефф Баскер и S1. В ноябре 2015 года Уэст назначил рэпера Pusha T на должность президента лейбла.
В 2008 году рэпер объявил о том, что он собирается открыть десять ресторанов сети быстрого питания Fatburger. Было открыто два ресторана, однако один из них вскоре закрылся, а второй был выкуплен самой сетью.
В январе 2012 года Уэст объявил о создании креативного агентства DONDA, названного в честь его матери. В анонсе Уэст заявил, что компания «продолжит то, что не успел закончить Стив Джобс» и что она будет «собирать величайших мыслителей и помещать их в креативное пространство, в котором они смогут обмениваться идеями». Целью компании было заявлено «создание продуктов и впечатлений, которые люди захотят и смогут приобрести». Критики отмечали минималистическую стилистику продуктов компании.
В марте 2015 года было объявлено, что Уэст стал совладельцем сервиса потокового вещания Tidal. Сервис специализируется на трансляции lossless-аудио и клипов высокого разрешения. Всего сервисом управляют 16 музыкантов, среди которых, помимо Уэста, Бейонсе, Jay-Z, Рианна, Мадонна и Ники Минаж. Это стало возможным после того, как Jay-Z выкупил материнскую компанию сервиса, Aspiro. Идеей Tidal стал сервис, управляемый артистами, поскольку один из наиболее известных сервисов потокового вещания, Spotify, критиковался за низкие роялти-выплаты. «Основная проблема — заставить всех снова уважать музыку, понимать её ценность», — заявил Jay-Z в пресс-релизе.

### Филантропия
В 2003 году Канье Уэст основал в Чикаго собственный благотворительный фонд Kanye West Foundation, созданный с целью помочь молодым и уменьшить неграмотность. В августе 2007 года фонд провёл благотворительный концерт, на котором было собрано более 500 000 долларов. После смерти матери рэпер переименовал фонд в The Dr. Donda West Foundation, а в 2011 году — полностью закрыл его.
В 2013 году Уэст, совместно со своим другом рэпером Rhymefest и его женой Донни Смит (англ. Donnie Smith), открыл некоммерческую организацию Donda’s House (с англ. — «Дом Донды»). В ней, в рамках программы Got Bars? (с англ. — «Есть строки?»), проводились уроки для подростков 15—24 лет, на которых их обучали созданию музыки. Помимо этого бывший профессиональный футболист проводил с ними занятия по йоге и фитнесу.
Канье Уэст принимал активное участие во многих благотворительных акциях, концертах и различных сборах средств: для помощи пострадавшим от урагана «Катрина», фестивале Живая Планета Земля, Всемирном дне водных ресурсов, благотворительных марафонах Nike, а также совместной с MTV программе помощи военным, вернувшимся с войны в Ираке.

## Скандалы
С Канье Уэстом связано большое количество скандалов. Он известен своими прямыми высказываниями на различных церемониях награждения, во время своих выступлений и в «Твиттере», за которые его как критиковали, так и хвалили СМИ, другие артисты, а также два президента США.
2 сентября 2005 года Уэст был приглашён на благотворительный концерт в память о жертвах урагана Катрина, в ходе которого он должен был обратиться через телевидение к гражданам США. Однако, находясь в прямом эфире, он решил отойти от заготовленного текста:

Я ненавижу то, как они представляют нас в средствах массовой информации. Если это чернокожая семья, то они говорят: «они грабят». Если это белокожая семья, то они говорят: «они ищут еду». И знаете, прошло уже пять дней, [а помощи всё нет], поскольку большинство людей, находящихся там — чёрные. Даже мне сейчас жаловаться на это, это было бы лицемерием, я постоянно отворачивался от телевизора, потому что на это тяжело смотреть. Я даже ходил по магазинам перед тем, как отправить пожертвование, поэтому сейчас я звоню своему менеджеру чтобы узнать, какую максимальную сумму я могу отправить, представляя, что я там с ними и это всё мои люди. Поэтому любой, кто хочет помочь и сделать что-то… Учитывая то, как в Америке стараются помочь бедным, чёрным, менее зажиточным как можно медленнее. В Красном кресте делают всё, что они могут. Мы уже понимаем, что большое количество людей, которые могли бы помочь здесь, находятся на войне… И они разрешили им стрелять по нам!
Оригинальный текст (англ.)I hate the way they portray us in the media. You see a black family, it says, 'They're looting.' You see a white family, it says, 'They're looking for food.' And, you know, it's been five days [waiting for federal help] because most of the people are black. And even for me to complain about it, I would be a hypocrite because I've tried to turn away from the TV because it's too hard to watch. I've even been shopping before even giving a donation, so now I'm calling my business manager right now to see what is the biggest amount I can give, and just to imagine if I was down there, and those are my people down there. So anybody out there that wants to do anything that we can help—with the way America is set up to help the poor, the black people, the less well-off, as slow as possible. I mean, the Red Cross is doing everything they can. We already realize a lot of people that could help are at war right now, fighting another way—and they've given them permission to go down and shoot us!

После данной речи Майк Майерс продолжил свою заготовленную речь. После того, как он передал слово обратно Уэсту, Уэст заявил: «Джорджу Бушу плевать на чернокожих людей». Сразу после данной фразы режиссёр трансляции переключил камеру, однако это не помешало цитате получить общенациональную известность и вызвать неоднозначную реакцию в обществе.
Буш позже назвал данный эпизод «отвратительным моментом» своего президентского срока. В ноябре 2010 года, в интервью с Мэттом Лауэром для телешоу Today, Уэст заявил, что он сожалеет о данном эпизоде: «Я наговорил на Джорджа Буша в момент разочарования, у меня не было никаких оснований называть его расистом. Я считаю, что в подобные моменты люди не всегда выбирают наиболее подходящие слова». Буш ответил на извинение рэпера, заявив что он благодарен ему. «Я не ненавистник. Я не имею ничего против Канье Уэста. […] Никто не хочет, чтобы его называли расистом, если он всем сердцем верит в равенство всех рас», — заявил Буш. Он также уточнил, что упомянул Уэста в своих мемуарах лишь в качестве примера: «Не только Канье Уэст говорил так во время Катрины. Я лишь назвал его в качестве примера». Однако не все считали, что Уэсту стоило извиняться. Так, Расселл Симмонс, сооснователь лейбла Def Jam, считает, что рэпер был прав и что «важны были не сами слова, а то отношение бесчувственности к нашему сообществу, которое существовало слишком долго».
В сентябре 2013 года Уэст был раскритикован правозащитной организацией Фонд защиты прав человека за выступление на свадьбе Айсултана Назарбаева, внука президента Казахстана, в конце августа. Ситуация с правами человека в Казахстане является проблемной, из-за чего там отказывались выступать ряд других музыкантов, среди которых Стинг. По информации сайта TMZ, за выступление рэпер получил 3 миллиона долларов.
В конце сентября 2013 года Уэст опубликовал ряд гневных постов в своём «Твиттере», в которых он выразил недовольство Джимми Киммелом. Ранее Киммел показал в своём шоу Jimmy Kimmel Live! скетч, в котором дети изобразили выпущенное ранее интервью Уэста с Зейном Лоу для BBC Radio 1. В часовом интервью, названном журналом NME «экстраординарным», Уэст, помимо всего прочего, назвал себя «величайшей рок-звездой на планете» и богом. Позже Киммел сообщил, что после выхода скетча в эфир Уэст позвонил ему и потребовал извинений. В октябре Канье Уэст появился на Jimmy Kimmel Live!, где они примирились, после чего Уэст в очередной раз выразил своё недовольство обществом, индустрией моды и действиями папарацци.
В ноябре 2013 года, в интервью на радио, Уэст рассказал о своём взгляде на то, почему Барак Обама не может проводить реформы. «Давайте я расскажу вам о Буше с нефтяными деньгами и Обаме без денег. Люди говорят, что Обама ничего не может и ничего не меняет. Это потому, что у него нет нужных знакомств. У чернокожих нет того уровня связей, которые есть у евреев. У чернокожих нет того уровня связей, которые есть у людей в нефтебизнесе», — заявил рэпер. Антидиффамационная лига ответила рэперу: «Это классический антисемитизм. Извечная история про всемогущих евреев, которые управляют на всех уровнях правительства». Организация также потребовала извинений от рэпера. В декабре, в интервью чикагской радиостанции, Уэст назвал своё заявление «невежественным комплиментом». «Я не знаю, как можно обидеться, когда тебе говорят, что у тебя много денег», — заявил он.
В феврале 2016 года Уэст прокомментировал в «Твиттере» обвинения Билла Косби в сексуальных домогательствах, заявив, что считает его невиновным. Это вызвало шквал негодования у многих, в том числе и ряда знаменитостей. В то же время Уэст вступил в перепалку в «Твиттере» с рэпером Wiz Khalifa. Начавшись из-за названия нового альбома Уэста, она вскоре перешла на его бывшую подругу и мать ребёнка Халифы, Эмбер Роуз. Она также присоединилась к ней, выразив недовольство тем, что Уэст упомянул её и ребёнка. Однако через несколько дней, после личной встречи рэперов, перепалка была прекращена.
В октябре 2022 года Канье Уэст попал в центр нового скандала с серьёзными последствиями для себя. Сперва он пришёл на показ моды в толстовке с надписью «White Lives Matter» (с англ. — «Жизни белых важны») — что является полной противоположностью слогана движения Black Lives Matter — и затем написал в Instagram: «Все знают, что Black Lives Matter было аферой, но с этим покончено. Не благодарите». Потом Уэст обвинил «подпольную еврейскую медиа-мафию», которая «напала на него» после того, как он надел футболку с надписью «White Lives Matter». В итоге рэпера заблокировали в Instagram и «Твиттере», а Gap, Adidas, Balenciaga и журнал Vogue полностью отказались от сотрудничества с ним.
1 декабря 2022 года вместе с националистом Ником Фуэнтесом Канье Уэст принял участие в шоу радиоведущего и конспиролога Алекса Джонса InfoWars, где они в том числе обсуждали недавнюю критику в адрес Уэста из-за его антисемитских высказываний и толстовки «White Lives Matter». В ходе разговора Уэст заявил, что симпатизирует Адольфу Гитлеру и нацистам, и обвинил «сионистов» в подавлении свободы слова. «Мне не нравится слово „зло“ рядом с нацистами… Я люблю евреев, но также я люблю нацистов», — сказал рэпер. В тот же день он опубликовал в «Твиттере» изображение звезды Давида, совмещённое со свастикой, после чего его аккаунт снова был заблокирован. Впоследствии Чикагский институт искусств аннулировал докторскую степень, присуждённую рэперу в 2015 году «в знак признания его художественных достижений».
В феврале 2025 года Уэст сделал ряд антисемитских заявлений в соцсети X, вновь признаваясь в любви к Гитлеру, а также выступил защиту Шона Комбса от обвинений в сексуальном насилии.

### Церемонии
История скандальных выходок Канье Уэста на различных церемониях награждения берёт своё начало в 2004 году, на American Music Awards. Уэст получил номинацию как лучший новый артист, но проиграл Гретхен Уилсон, после чего покинул церемонию. Позже он заявил: «Я определённо чувствовал себя ограбленным и не хотел давать каких-то дурацких политкорректных комментариев… Я был лучшим новым артистом этого года». Он также назвал всё это заговором против него, усомнился в процедуре голосования премии и пообещал никогда больше не посещать её.
В 2006 году, после того как были опубликованы номинации на премию «Грэмми», Уэст заявил, что он «будет сильно обеспокоен», если не выиграет награду за лучший альбом года за свой альбом Late Registration. «Я никогда не смогу переубедить себя. Знаете, почему? Потому что я много работал. Не важно, что я делаю, не важно, как я веду себя. Вам никогда не отнять того количества усилий, которое я вложил во всё это. Я не хочу слышать все эти политкорректные отговорки. […] Я сильно потрудился, чтобы попасть сюда. Я вложил свою любовь, я вложил своё сердце, я вложил свои средства [в этот альбом]. Людям нравятся эти песни, […] а вы мне говорите про политкорректность», — заявил он. В ноябре 2006 года, когда клип на песню «Touch the Sky» не выиграл награду за лучшее видео на MTV Europe Music Awards, Уэст вышел на сцену, где в тот момент находились победители, Justice и Simian, и заявил, что его клип должен был победить, поскольку «[на его создание ушёл] миллион долларов, и в нём снялась Памела Андерсон». Он также добавил, что если он не выиграет, «то данная премия потеряет уважение».
В 2007 году Уэст выразил своё недовольство тем, что вместо него церемонию вручения MTV Video Music Awards 2007 позволили открывать певице Бритни Спирс. «Она за годы не выпустила ни одного хита!» — заявил рэпер. Он также сказал, что причиной, по его мнению, стал его «неправильный цвет кожи». Позже, на церемонии, рэпер проиграл во всех пяти номинациях, что огорчило его ещё больше. По сообщениям Associated Press, Уэст кричал: «Второй год подряд! Я стараюсь изо всех сил, у меня… лучший альбом года!» и обещал больше не посещать церемонии телеканала MTV. Позже в интервью на радио Уэст заявил, что, создавая композицию «Stronger», он планировал выступить с ней на открытии MTV Video Music Awards.

Канье Уэст и Тейлор Свифт на MTV VMA 2009

В сентябре 2009 года, на церемонии награждения MTV Video Music Awards 2009 года, Тейлор Свифт получила награду за лучшее женское видео за клип на песню «You Belong with Me». Однако в момент вручения награды Уэст вышел на сцену, отобрал микрофон у Свифт и объявил, что, по его мнению, клип Бейонсе на «Single Ladies (Put a Ring on It)», также номинированный на данную награду, больше заслуживает её: «Эй, Тейлор, я очень рад за тебя, я позволю тебе закончить, но у Бейонсе было одно из лучших видео всех времён! Одно из лучших видео всех времён!». После этого он пожал плечами, отдал микрофон обескураженной Свифт и ушёл со сцены. Позже Бейонсе, получившая награду за лучшее видео года, позвала Свифт на сцену, чтобы она могла закончить свою речь. Выходка рэпера была раскритикована многими знаменитостями, а также президентом США Бараком Обамой, который назвал Уэста «болваном», и Дональдом Трампом, который назвал данный эпизод «отвратительным» и предложил бойкотировать рэпера. Фраза «Imma let you finish» стала интернет-мемом, было создано множество различных изображений, пародирующих данную выходку. Сразу после данного эпизода, Уэст извинился перед Тейлор Свифт в своём блоге, добавив, что он «не сумасшедший, а просто реалист». Позже он также извинился перед ней на The Jay Leno Show. «Это было грубо. Я не пытаюсь оправдываться, поскольку я был не прав», — заявил рэпер. Через два дня после инцидента Свифт прокомментировала ситуацию в ток-шоу The View, где она рассказала, что Уэст лично не извинялся, но она готова общаться с ним. После этого Уэст позвонил ей и попросил прощения, на что Свифт ответила, что простила его.
В сентябре 2010 года Уэст в очередной раз попросил у Тейлор Свифт прощения в своём «Твиттере». «Когда я проснулся от этого безумного кошмара, я посмотрел в зеркало и сказал себе: „Канье, взрослей!“ […] Бейонсе не нужно было всё это. MTV не нужно было это и Тейлор, её семье, друзьям и фанатам это всё определённо не было нужно», — написал рэпер. Он также сообщил, что подготовил для неё песню, которую пообещал исполнить сам, если она не захочет. Однако в ноябре он отказался от своих слов, заявив, что его действия на MTV VMA 2009 были «бескорыстными» и что он помог ей «попасть на 100 обложек различных журналов и продать миллион [экземпляров её альбома] в первую неделю». Уэст развил данную идею в феврале 2016 года с выпуском альбома The Life of Pablo, где в композиции «Famous» он использовал строчку «Мне кажется, мы с Тейлор всё ещё можем переспать. Почему? Я сделал эту сучку знаменитой». После реакции недовольных фанатов певицы, Уэст заявил, что он — артист и «как артист он будет выражать свои чувства без цензуры». Рэпер также отметил, что получил разрешение Свифт. По словам самой Свифт, она возражала против «крайне женоненавистнического» текста, однако не знала о данной строчке. В том же месяце её альбом 1989 выиграл «Грэмми» за лучший альбом года. В своей речи, обращённой к девушкам, она, не называя Уэста по имени, заявила, что «на вашем пути вам встретятся люди, которые будут пытаться занизить ваши успехи или приписать себе в заслуги ваши достижения». В июне 2016 года Уэст выпустил клип на композицию «Famous», в котором он изображён лежащим в общей кровати с одиннадцатью голыми восковыми фигурами, созданными по образу различных известных личностей, среди которых была Тейлор Свифт.
В феврале 2015 года, на 57-й церемонии вручения премии «Грэмми», в тот момент, когда Бек получал награду за лучший альбом года, Уэст поднялся на сцену, однако сразу покинул её. Многие изначально посчитали это шуткой, отсылающей к MTV VMA 2009. Но в интервью после церемонии он объяснил свои действия: «Бек должен уважать артистизм и он должен был отдать свою награду Бейонсе. […] И да, у меня теперь есть жена, дочка и своя линия одежды, поэтому я не буду совершать что-то, что может поставить под угрозу мою дочку, но я всё равно буду сражаться за творчество. Именно поэтому я не сказал ни слова, но вы всё сразу поняли, когда Ye поднялся на сцену». Через две недели рэпер извинился перед Беком.
В августе 2015 года Уэст получил от телеканала MTV награду Michael Jackson Video Vanguard Award, вручаемую за особый вклад в музыку. Во время вручения Уэст зачитал 11-минутный монолог о творчестве, правде и власти, после которого объявил о том, что он будет участвовать в президентской гонке 2020 года.
В мае 2018 года многие афроамериканские знаменитости, от Авы Дюверней до Спайка Ли, осудили высказывание Уэста в интервью — он сказал, что 400 лет рабства заставляют предположить, что чернокожее население было порабощено «ментально».

## Личная жизнь

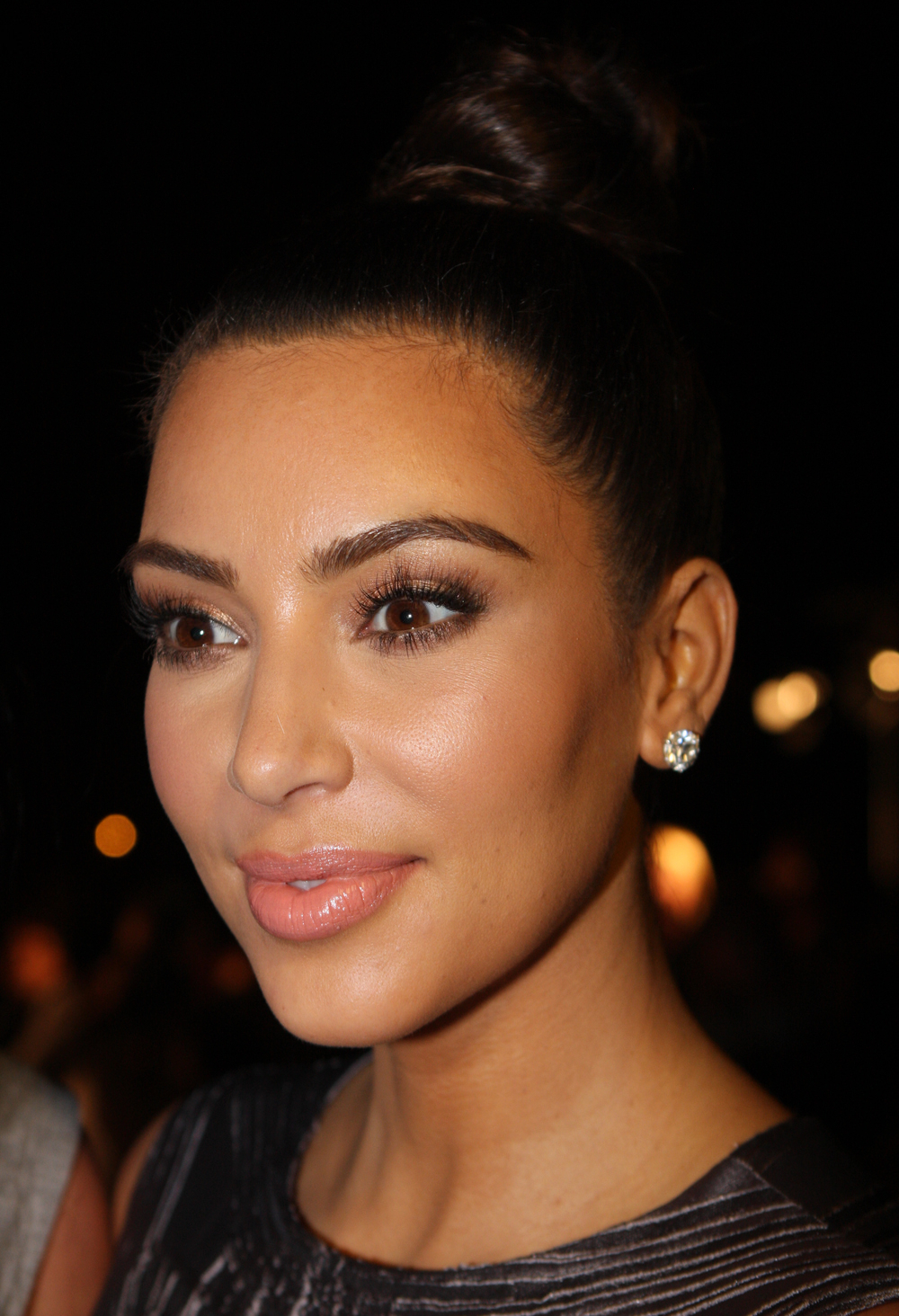
Бывшая жена Канье Уэста, Ким Кардашьян, в сентябре 2012 года

Начиная с 2002 года, Уэст встречался с дизайнером Алексис Файфер (англ. Alexis Phifer). В августе 2006 пара обручилась, но уже через 18 месяцев они расстались. 

С 2008 года по лето 2010 года рэпер встречался с моделью Эмбер Роуз. 

В 2012 году Уэст начал встречаться со звездой реалити-шоу и моделью Ким Кардашьян, с которой он был знаком более пяти лет. 31 октября 2013 года, на 33-й день рождения Ким, Канье Уэст сделал ей предложение на стадионе AT&T-парк в Сан-Франциско, перед членами семьи и друзьями семейства. 24 мая 2014 пара поженилась во Флоренции (Италия). 

У Канье и Ким четверо детей: дочка Норт «Но́рти» Уэст (англ. North “Northie” West; род. 15 июня 2013), сын Сэйнт Уэст (англ. Saint West; род. 5 декабря 2015 года) и дочка Чикаго «Шай Шай» Уэст (англ. Chicago «Chi Chi» West; род. 15 января 2018 года), которая была рождена с помощью суррогатного материнства. Она была названа Чикаго, поскольку этот город значит много для Канье. 9 мая 2019 родился сын Салм Уэст (англ. Psalm West). 

Канье Уэст и Ким Кардашьян развелись 19 февраля 2021 года.
В январе 2022 года американская актриса Джулия Фокс подтвердила, что она в отношениях с Йе.

14 февраля 2022 года Джулия Фокс и Йе расстались.
В 2023 году он женился на дизайнере Бьянке Цензори.

## Смерть матери

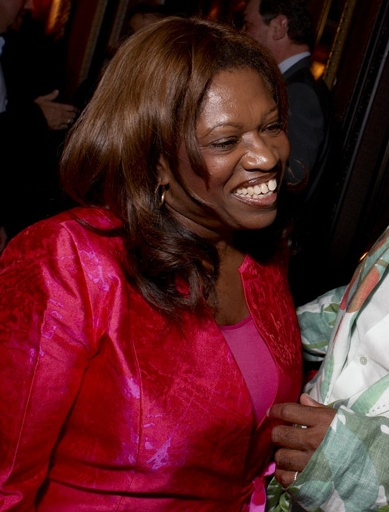
Донда Уэст в августе 2007 года

10 ноября 2007 года, примерно в 7:35 вечера по местному времени, врачам поступил экстренный вызов из дома матери рэпера, Донды Уэст. Когда она была доставлена в госпиталь, она уже находилась без сознания. Попытки врачей вернуть её к жизни к успеху не привели. В 8:30 врачи констатировали её смерть в возрасте 58 лет. Проведённая экспертиза показала, что Донда Уэст скончалась из-за проблем с сердцем, связанных с «различными послеоперационными факторами»: за день до этого ей была проведена липосакция и операция по уменьшению груди. Для проведения данных операций она обратилась к пластическому хирургу Андре Аболиану (англ. Andre Aboolian), однако он потребовал, чтобы она предварительно проверила своё состояние здоровья. Она не стала делать этого и обратилась к другому хирургу, Джену Адамсу (англ. Jan Adams), который и провёл операцию.
Адамс выразил свои соболезнования семье Уэст, однако, ссылаясь на врачебную тайну, отказался публично обсуждать детали операции. Позже Медицинский Совет Калифорнии решил отозвать его врачебную лицензию. В ноябре Адамс появился на Шоу Ларри Кинга, однако покинул его через несколько минут, заявив, что он уважает права семьи Уэст и не намерен отвечать на вопросы. Через два месяца он вернулся на программу, где заявил, что «результаты вскрытия показали то, чего он ожидал». Согласно заключительному отчёту коронера, смерть Донды Уэст наступила в результате «ишемической болезни сердца и различных послеоперационных факторов, связанных с липосакцией и маммопластикой».
Донда Уэст была похоронена 20 ноября 2007 года в её родном городе Оклахома-Сити. Во время своего первого выступления после смерти матери, прошедшего на лондонской O2 Арене, Канье Уэст исполнил посвящённую ей композицию «Hey Mama». Исполняя её, Уэст расплакался на сцене. Выступая в рамках концертного тура Glow in the Dark Tour, Уэст также посвятил своей матери кавер-версию композиции «Don’t Stop Believin’» группы Journey, исполненную одной из бэк-вокалисток Уэста. Сам рэпер заявил: «Я выбрал именно эту песню из-за слов […] текст песни говорит о том, о чём [мать] всегда просила меня: никогда не прекращать верить».
В декабре 2008 года, во время пресс-конференции в Новой Зеландии, Канье Уэст заявил, что для него потерять мать «это всё равно что потерять руку и ногу и пытаться пережить это». В 2015 году, в интервью журналу Q, Уэст заявил, что винит себя в смерти матери. «Если б я не переехал в Лос-Анджелес, она была бы жива… Но я не хочу говорить об этом, поскольку я начну плакать», — заявил рэпер.
В 2009 году губернатор штата Калифорния Арнольд Шварценеггер подписал так называемый «закон Донды Уэст» (англ. Donda West Law), согласно которому пациенты, готовящиеся к пластическим операциям, обязаны пройти медицинское обследование.

## Проблемы с законом
В декабре 2006 года американский исполнитель трюков Роберт «Ивел» Книвел подал на Канье Уэста в суд, обвинив его в нарушении авторских прав. В клипе на песню «Touch the Sky» Уэст, в образе «Ивела Каньивела» (англ. Evel Kanyevel), пытается перелететь через каньон на ракете. По словам Книвела, в клипе использовалось его имя и образ, являющиеся товарными знаками. Книвел также отметил, что «вульгарный и оскорбительный» образ в видео порочит его репутацию. Адвокаты Уэста утверждали, что видео является сатирой и, следовательно, оно разрешено Первой поправкой к Конституции США. В ноябре 2007 года, за несколько дней до своей смерти, Книвел объявил о том, что у него больше нет претензий к Уэсту после того, как тот лично посетил его. Книвел также назвал Уэста «удивительным молодым человеком и джентльменом».
11 сентября 2008 года Канье Уэст и его телохранитель и менеджер Дон Кроули (англ. Don “Don C.” Crowley) после препирательств с папарацци были арестованы в Международном Аэропорту Лос-Анджелеса по обвинению в вандализме. Согласно информации полиции, в ходе перебранки были повреждены камеры фотографов. Позже Уэст и Кроули были отпущены под залог в 20 000 долларов. Окружной суд Лос-Анджелеса передал дело в городской суд, который переквалифицировал преступление в проступок и позже вынес приговор — 50 часов общественных работ. Также рэпер был обязан пройти курсы по контролю гнева. Уэст был повторно задержан 14 ноября 2008 возле отеля в городке Гейтсхед в Англии из-за драки, в которую был вовлечён фотограф из Ньюкасл-апон-Тайна. Согласно отчётам полицейских, певец был позже отпущен «из-за недостатка улик».
19 июля 2013 года, покидая Международный Аэропорт Лос-Анджелеса, Канье Уэст был окружён папарацци. Один из фотографов, Дэниел Рамос (англ. Daniel Ramos), спросил: «Почему нам нельзя общаться с вами?», на что Уэст ответил: «Я уже говорил вам не общаться со мной, так? Вы хотите, чтобы у меня были проблемы? Чтобы я обокрал вас и потом платил 250 000 долларов?». После данных слов Уэст подбежал к фотографу и начал вырывать у него из рук камеру. На видео, опубликованном сайтом TMZ, видно, что борьба между Уэстом и фотографом продолжалась несколько секунд, после чего женский голос за кадром просит Уэста остановиться, он отпускает фотографа и уезжает. Позже фотографу были вызваны медики. Было объявлено, что Уэст может быть обвинён в попытке ограбления. Однако позже обвинение было переквалифицировано в проступок. В марте 2014 года Уэст был осужден за избиение, с испытательным сроком в 2 года. Рэпер также был обязан пройти 24 сеанса курса по контролю гнева, выполнить 250 часов обязательных общественных работ и возместить ущерб фотографу.

## Религиозные убеждения
После успеха «Jesus Walks», в которой Уэст поднял проблемы веры, СМИ заинтересовались его религиозными убеждениями. «Я скажу, что я верующий. Я принял Иисуса в качестве моего Спасителя. Но я также могу сказать, что я подвожу Его каждый день», — заявил рэпер. В 2008 году, в интервью журналу The Fader, Уэст назвал себя «голосом, который выбрал Бог». В 2009 году, в интервью сайту Bossip, Уэст уточнил, что он верит в Бога, но «никогда бы не ушёл в религию», поскольку он считает, что «религия нацелена на разделение и осуждение людей, нежели на сближение и взаимопонимание». В 2014 году, во время одного из своих концертов, Уэст заявил, что он — христианин.

## Влияние и наследие
Канье Уэст получил признание критиков и был неоднократно назван одним из величайших артистов XXI века. Редактор AllMusic Джейсон Беркмайер (англ. Jason Birchmeier) пишет о его влиянии: «…Уэст разбил вдребезги определённые стереотипы относительно рэперов, существовавшие в начале XXI века, став суперзвездой на своих собственных условиях, не адаптируя при этом свой внешний вид, риторику или музыку под чьи-либо шаблоны». Бен Уэстхофф (англ. Ben Westhoff), старший редактор Village Voice, назвал его величайшим хип-хоп-музыкантом всех времён, отметив, что «он создал лучшие альбомы и изменил хип-хоп больше всего, его музыка, скорее всего, выдержит испытание временем». Дэйв Брай (англ. Dave Bry) из Complex назвал его «наиболее важным артистом [XXI века], в любой форме искусства, в любом жанре». Джо Маггз (англ. Joe Muggs) из The Guardian сравнил Уэста с Дэвидом Боуи в «современном мейнстриме», отметив, что «в данный момент не существует кого-то иного, кто бы мог продать столько альбомов, как Уэст […] оставаясь при этом непоколебимо экспериментальным и способным встряхнуть всё в культуре и политике».

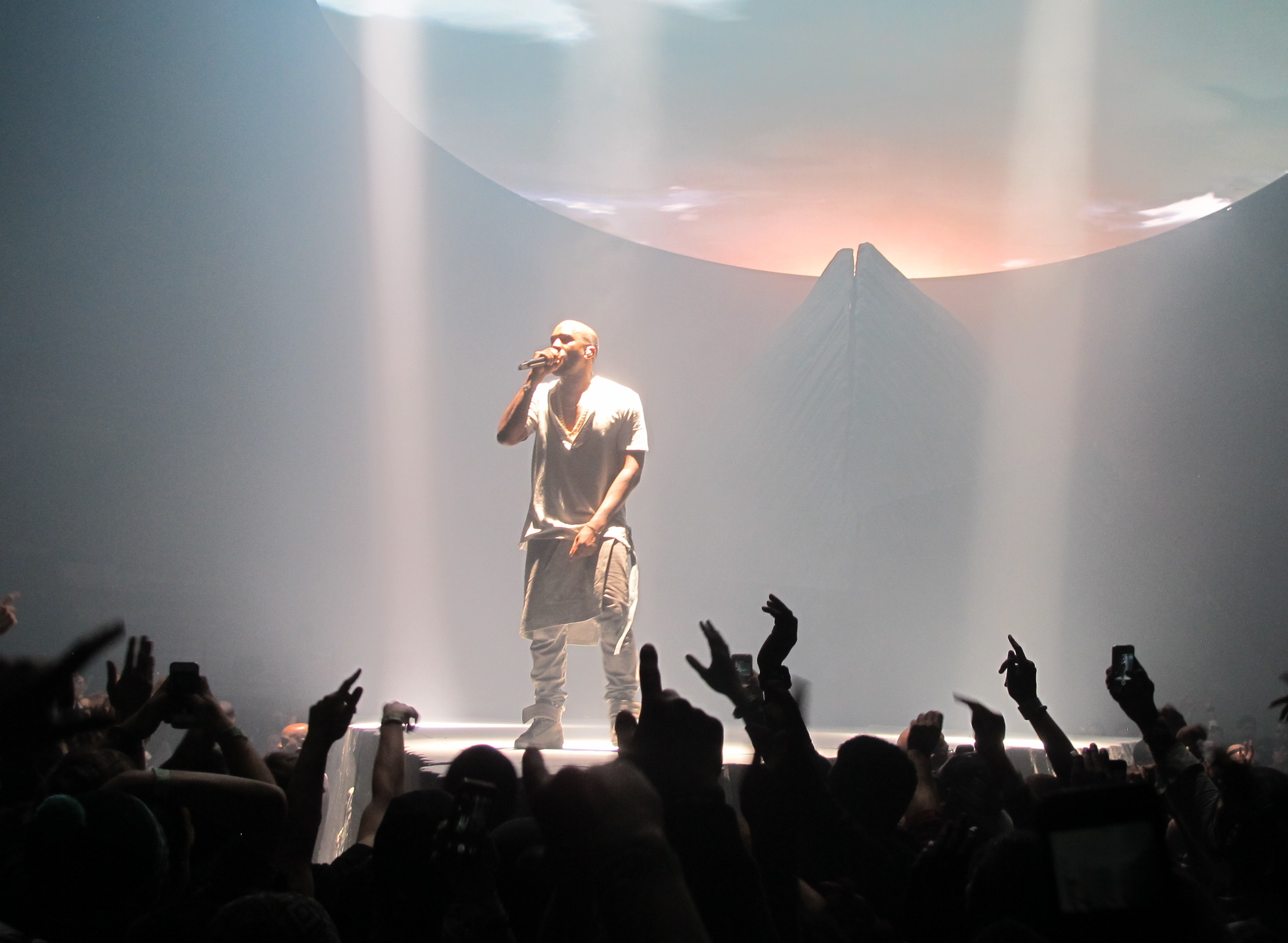
Канье Уэст выступает в 2013 году

Канье Уэст отличался от большинства других рэперов не только тем, что он вышел из среднего класса, но и своим ярким стилем в одежде и открытостью высказываний. Rolling Stone заявляет, что Уэст изменил хип-хоп, «создав стиль глубокого, но в то же время глянцевого рэпа», и называет его «интересной и запутанной поп-звездой 2000-х: рэпером, в совершенстве овладевшим, а позже и вышедшим за рамки хип-хопа; продюсером, создавшим своё собственное звучание, а позже отдавшим его своим подражателям; ослепительным, тратящим огромное количество денег сибаритом, способным сказать глубокие мысли о колледже, культуре и экономике; самовлюблённой персоной, у которого достаточно артистической мощи, чтобы поддержать свои заявления». Уэст был одним из первых рэперов, публично критиковавших гомофобию в хип-хопе. Противостояние альбомов Curtis рэпера 50 Cent и Graduation Канье Уэста изменило хип-хоп, открыв дорогу рэперам, не подходящим под шаблонный образ гангста-рэпера. The Guardian называет этот момент «ключевым событием в хип-хопе», которое «подчеркнуло различные стороны хип-хопа того десятилетия: первой был гангста-рэп, в то время как Уэст был альтернативой для мыслящего человека». Альбом 808s & Heartbreak, получивший смешанные отзывы критиков и слушателей, повлиял на хип-хоп, став шаблоном для ряда новых исполнителей, желающих сменить типичное для хип-хопа бахвальство на более личные и глубокие темы. Среди подобных музыкантов называются Frank Ocean, The Weeknd, Дрейк, Future, Kid Cudi, Childish Gambino, Lil Durk, Chief Keef и Soulja Boy.
Ряд артистов, среди которых хип-хоп-музыканты Раким, RZA из группы Wu-Tang Clan, Chuck D из Public Enemy и DJ Premier, выражали своё восхищение творчеством Канье Уэста. Пионер экспериментального рока и основатель группы The Velvet Underground Лу Рид называл Уэста «очень, очень, очень талантливым» и отмечал, что рэпер «старается поднять планку». «Никто не дошёл до его уровня, они даже не на одной планете с ним», — писал Рид. Пол Маккартни и Принс также хвалили Уэста. Генеральный директор Tesla Motors и изобретатель Илон Маск в своём комментарии для списка 100 самых влиятельных людей мира по версии журнала Time пишет:

Канье Уэст был бы первым, кто сказал вам, что он должен быть в этом списке. Он не верит в ложную скромность и правильно делает. Вера Канье в себя и его настойчивость — он записал свой первый сингл с шиной на челюсти — позволила ему попасть туда, где он находится сейчас. И он сражался за место в культурном пантеоне с определённой целью. В своём дебютном альбоме, более десятилетия назад, он выдал то, что можно было считать социальной критикой и призывом к действию (под бит): «Мы, рэперы — образец для подражания: мы лишь читаем рэп, мы не думаем». Но Канье думает. Постоянно. Обо всём. И он хочет, чтобы это же делали и другие: вступали [в дискуссии], во всём сомневались, раздвигали границы. И теперь, когда он стал столь крупной фигурой в поп-культуре, у него есть платформа, позволяющая достичь этого. Он не боится, что в процессе его будут судить или смеяться над ним. Канье всё это время играл на будущее и только сейчас мы начинаем понимать почему.
Оригинальный текст (англ.)Kanye West would be the first person to tell you he belongs on this list. The dude doesn’t believe in false modesty, and he shouldn’t. Kanye’s belief in himself and his incredible tenacity—he performed his first single with his jaw wired shut—got him to where he is today. And he fought for his place in the cultural pantheon with a purpose. In his debut album, over a decade ago, Kanye issued what amounted to a social critique and a call to arms (with a beat): “We rappers is role models: we rap, we don’t think.” But Kanye does think. Constantly. About everything. And he wants everybody else to do the same: to engage, question, push boundaries. Now that he’s a pop-culture juggernaut, he has the platform to achieve just that. He’s not afraid of being judged or ridiculed in the process. Kanye’s been playing the long game all along, and we’re only just beginning to see why.

Среди музыкантов, на которых оказал влияние Канье Уэст, называются Дрейк, Ники Минаж и Casey Veggies. Среди исполнителей вне хип-хопа: британские певицы Адель и Лили Аллен, британские рок-группы Arctic Monkeys и Kasabian, американские исполнители Halsey и Энди Грэммер, а также американские рок-группы MGMT и Yeah Yeah Yeahs и новозеландская певица Lorde. Ряд музыкантов в жанрах экспериментальной и электронной музыки, такие как Джеймс Блейк, Тим Хекер и Oneohtrix Point Never, также были вдохновлены творчеством Уэста.

## Награды
Канье Уэст является одним из самых продаваемых артистов, суммарный объём продаж его альбомов и синглов в цифровом формате и на физических носителях превысил 121 миллион экземпляров. Первые шесть альбомов Канье Уэста, все из которых стали платиновыми, получили многочисленные награды и признание критиков. Все его альбомы стали коммерчески успешными: The Life of Pablo стал шестым альбомом подряд, поднявшимся на первую строчку чарта Billboard 200. Уэст выпустил шесть песен, цифровые продажи которых превысили три миллиона: более 3 700 000 проданных экземпляров у «Gold Digger», более 5 миллионов у «Stronger», более 5,5 миллионов у «Heartless», более 4 120 000 у «E.T.», более 3 миллионов у «Love Lockdown» и более 3 миллионов у «Niggas in Paris». Благодаря этому Уэст занял третье место по числу цифровых продаж в 2000-х. Всего по состоянию на 2012 год продажи песен Канье Уэста через цифровую дистрибуцию в США достигли 30 миллионов, что позволило ему войти в десятку самых продаваемых музыкантов по цифровым продажам.
По состоянию на 2016 год Уэст получил 57 номинаций на премию «Грэмми», из которых он победил в 21, благодаря чему он является одним из рекордсменов по числу выигранных номинаций и рекордсменом среди хип-хоп-музыкантов, а также артистов своего возраста. Сайт About.com поместил его на шестое место в списке 25 величайших хип-хоп-продюсеров. В 2008 году MTV поместил Уэста на первое место в своём ежегодном списке лучших рэперов. В 2010 году MTV также назвал Канье Уэста человеком года. Billboard поместил его на третье место в списке 10 лучших хип-хоп-продюсеров 2000-х и на 15-е место в списке лучших музыкантов десятилетия. Наравне с Бобом Диланом он лидирует по числу первых мест в ежегодном рейтинге музыкальных критиков Pazz & Jop, оба занимали данную позицию четыре раза. Канье Уэст был дважды представлен в ежегодном списке 100 самых влиятельных людей мира по версии журнала Time и несколько раз — в различных списках журнала Forbes.
Rolling Stone в своём списке 500 величайших альбомов всех времён 2012 года отметил три альбома Канье Уэста: My Beautiful Dark Twisted Fantasy был помещён на 353-ю строчку, The College Dropout — на 298-ю, а Late Registration — на 118-ю. NME выпустил в 2013 году подобный список, в котором также отметил три альбома рэпера: Graduation занял 470-ю позицию, The College Dropout — 273-ю, а My Beautiful Dark Twisted Fantasy — 21-ю. Pitchfork назвал My Beautiful Dark Twisted Fantasy лучшим альбомом, среди выпущенных с 2010 по 2014 год, заявив, что с помощью этого альбома Уэст «подготовил территорию для величайших архитекторов нового десятилетия, на которой они смогли построить свои шедевры». Yeezus занял в том же списке восьмое место. Pitchfork также выпустил список лучших композиций, вышедших с 2010 по 2014 год, в котором были представлены пять композиций Уэста: «Blood on the Leaves» на 76-й позиции, «New Slaves» на 51-й, «Niggas in Paris» на 36-й, «Monster» на 18-й и «Runaway» на третьей.

## Дискография
- The College Dropout (2004)
- Late Registration (2005)
- Graduation (2007)
- 808s & Heartbreak (2008)
- My Beautiful Dark Twisted Fantasy (2010)
- Kanye West Presents: GOOD Music – Cruel Summer (2012) - Сборник песен
- Watch the Throne (совместно с Jay-Z) (2011)
- Yeezus (2013)
- The Life of Pablo (2016)
- Ye (2018)
- Kids See Ghosts (совместно с Kid Cudi в составе Kids See Ghosts) (2018)
- Jesus Is King (2019)
- Donda (2021)
- Donda 2 (2022)
- Vultures 1 (совместно с Ty Dolla $ign) (2024)
- Vultures 2 (совместно с Ty Dolla $ign) (2024)
- Bully (2025)
- WW3 (2025)

## Фильмография

### Фильмы
| Год  | Название                              | Роль                        | Примечания                                                   |
| ---- | ------------------------------------- | --------------------------- | ------------------------------------------------------------ |
| 2004 | Fade to Black                         | Себя                        |                                                              |
| 2005 | Dave Chappelle’s Block Party          | Себя                        |                                                              |
| 2005 | State Property 2                      | Себя                        | Камео                                                        |
| 2008 | «Секс-гуру»                           | Себя                        | Камео                                                        |
| 2009 | We Were Once a Fairytale              | Себя                        | Короткометражный фильм, снял Спайк Джонз                     |
| 2010 | Runaway                               | Гриффин                     | Короткометражный фильм, также режиссёр и сценарист           |
| 2012 | Cruel Summer                          | Ибрагим                     | Короткометражный фильм, также режиссёр, продюсер и сценарист |
| 2013 | «Телеведущий 2: И снова здравствуйте» | Дж. Дж. Джексон из MTV News | Камео                                                        |

### Телевидение
| Год                    | Название              | Роль                     | Примечания        |
| ---------------------- | --------------------- | ------------------------ | ----------------- |
| 2007                   | «Красавцы»            | Себя                     | Сезон 4, серия 11 |
| 2010-2012              | «Шоу Кливленда»       | Кенни Уэст (озвучивание) | 5 серий           |
| 2012 — настоящее время | «Семейство Кардашьян» | Себя                     |                   |
| 2015                   | I Am Cait             | Себя                     | Сезон 1, серия 1  |

## Клипы
В сентябре 2018 года Канье Уэст и другой известный рэпер Lil Pump выпустили совместный клип под названием «I Love It». Премьера видео состоялась на церемонии награждений Pornhub, которую срежиссировал Уэст.
В ролике музыканты, одетые в гигантские костюмы с квадратными плечами, идут по коридору вслед за актрисой Аделе Гивенс, рассказывающей об оргазмах. Периодически она оборачивается, в ответ исполнители корчат гримасы.

## Книги
- «Thank You and You’re Welcome» (2009)
- «Through the Wire: Lyrics & Illuminations» (2009)
- «Glow in the Dark[англ.]» (2009)

### Комментарии
1. ↑  англ. Ye; Артист поменял имя в октябре 2021 года, сохранив при этом сценическое имя.
2. ↑  англ. Kanye Omari West

1. ↑  МФА: [ˈkɑːnjeɪ];[4], в то время как Омари означает «мудрец»[5].
2. ↑  Donda 2 вышла эксклюзивно на плеере Stem Player
3. ↑  Данная техника получила название из-за своего звучания, похожего на вымышленную группу Элвин и бурундуки[255].
4. ↑  Игра слов от англ. north west — «северо-запад»[398].